# A Casa (reality show)
A Casa foi um reality show brasileiro produzido e exibido pela RecordTV em parceria com a FremantleMedia. Apresentado por Marcos Mion com direção de núcleo de reality de Rodrigo Carelli e direção geral de Edu Pupo, o reality foi baseado no original holandês Get The F*ck Out Of My House, da RTL 5. O reality foi exibido às terças e quintas-feiras, as 22h30, logo após o após o Jornal da Record.
O programa apresentava a vida de 100 pessoas anônimas em uma casa projetada para comportar apenas quatro pessoas, dividindo quatro camas e dois banheiros, por um período de três meses, no intuito de ganhar o valor restante do prêmio inicial de um milhão de reais.
A vencedora do programa foi a estudante universitária Thais Guerra com 66,96% dos votos do público, superando a personal trainer Isa Elguesabal. Thais Guerra levou o prêmio de R$ 436.772, referente ao valor restante em relação ao prêmio inicial oferecido.

## Produção
As gravações aconteceram em São Paulo no dia 2 de junho até 4 de julho de 2017.
A estreia aconteceu em 27 de junho de 2017. O programa foi exibido às terças e quintas na faixa das 22h30, logo após o Jornal da Record.
Na casa, de 120 m², existiam apenas quatro camas, quatro toalhas e apenas dois banheiros. Ou seja, cerca de 1 m² de espaço para cada participante. No total, eram 15 câmeras robóticas espalhadas pela casa e também câmeras portáteis que circulavam pelo espaço e ficaram visíveis para quem assistia pela televisão. A Casa propôs um desafio diferente de tudo o que já foi visto em reality shows. Pois somente com o dinheiro do prêmio, os participantes podiam e deviam comprar os principais mantimentos (comida, produtos de higiene pessoal e de limpeza, entre outros) para a casa. A administração dessa verba gerava conflitos entre os confinados. Como eles se comportavam nessa luta diária pela sobrevivência, disputando espaço e comida? Mesmo com todas as adversidades, eles precisavam ter capacidade de adaptação e ainda estratégia para conseguirem se manter na disputa.
Em 1 de setembro de 2017, foi confirmada uma segunda temporada do programa, o qual passaria a ter o voto direto do público nas eliminações. Em 10 de abril de 2018, no entanto, foi anunciado que a segunda temporada foi abortada pelo excesso de reality shows de convivência na emissora.

## Formato
A Casa foi um formato da FremantleMedia originalmente exibido na Holanda como Get The F*ck Out Of My House pela RTL 5 e, posteriormente, vendido para outro país como Alemanha. No programa, 100 pessoas anônimas – em uma mistura de personalidades de diferentes classes sociais, religiões, etnias e profissões – tornam-se "moradores" e teriam que conviver juntos em uma casa projetada para comportar apenas quatro pessoas.
O grande diferencial é que quem administrava o prêmio inicial de 1 milhão de reais eram os próprios participantes. Os mantimentos da casa eram suficientes apenas para uma pequena família, e eram os confinados quem determinavam o que era necessário comprar para sobreviver dentro da residência. Detalhe: todos os dias, eles, que entraram na casa com apenas uma caixa contendo seus pertences pessoais, recebiam uma cesta básica suficiente para apenas quatro pessoas.
- Dono da Casa da Semana: O Dono da Casa da Semana, escolhido pelos moradores por votação interna, era o responsável pelas regras do local além de gerir o uso do dinheiro, que pode ser com ou sem o consentimento dos demais colegas, durante uma semana, ficando imune neste período e tendo o poder de eliminar um ou mais moradores da competição. Além de ser o único com direito a Suíte Privativa, tendo mais conforto e benefícios, ele tinha ainda o privilégio de comprar algo só para ele ou até mesmo os seus “protegidos”.
- Zona de Risco: Toda semana, ocorria uma votação interna em que, cada participante votava em cinco moradores que quer salvar da eliminação. Os moradores menos votados da votação entravam no Painel Vermelho do local, sendo indicados à Zona de Risco, correndo o risco de serem eliminados. O Dono da Casa sorteava a quantidade de moradores que deixariam a competição, e escolhia quais os participantes que seriam eliminados na semana. Com o fim dos painéis e da votação da casa, os moradores remanescentes disputavam a imunidade pela "Prova da Salvação". O vencedor do desafio era automaticamente imune e ganhava o direito de eliminar alguns moradores da competição, e os perdedores do desafio eram automaticamente indicados para a Zona de Risco.
- Desafio Premiado: Nos Desafios Premiados, os moradores competiam juntos para ganhar a quantia oferecida na semana, que iria somar no valor restante do prêmio inicial. Caso não cumprissem o desafio, a quantia oferecida iria subtrair o valor restante.
- Desafio de Tentação: Nos Desafios de Tentação, o apresentador oferecia objetos de desejo aos moradores para simplesmente provocá-los. Se eles quisessem a tentação, teriam que desistir da competição para poder ganhar o prêmio oferecido.
- Prova de Salvação: Nas Provas de Salvação, alguns dos moradores que estavam no painel vermelho ou corriam risco de cair na "Zona de Risco", exceto o Dono da Casa da Semana, realizavam um desafio proposto, que podia testar a habilidade, destreza, inteligência, força, resistência, ou até mesmo a sorte dos competidores. O vencedor do desafio era automaticamente salvo da "Zona de Risco".

Os dois que resistiram até a final, que foi exibida ao vivo, entre intrigas, festas, desafios e eliminações, ficando para o público decidir o grande vencedor de A Casa, por meio de votação, que foi realizada pela internet através do site do R7, aquele que levou para casa todo o valor restante do prêmio inicial de R$ 1 milhão.

## Participantes
Os cem participantes foram revelados a partir das 12ː30 do dia 27 de junho, dia da estreia. Foram revelados em dez secções de dez participantes no site R7.com em ordem alfabética.
Abaixo, a lista dos 100 participantes da edição com suas respectivas idades e profissões.
| Número Inicial | Participante                   | Origem | Profissão                          | Resultado                                          |
| -------------- | ------------------------------ | ------ | ---------------------------------- | -------------------------------------------------- |
| 72             | Thais Guerra                   | SP     | Estudante universitária            | Vencedora em 5 de setembro de 2017                 |
| 60             | Isabel Elguesabal (Isa)        | RJ     | Personal trainer                   | 2º lugar em 5 de setembro de 2017                  |
| 77             | Alex Gallete                   | SE     | Youtuber                           | 69º expulso em 5 de setembro de 2017               |
| 56             | Bruna Canto                    | SP     | Dentista                           | 68ª expulsa em 5 de setembro de 2017               |
| 79             | Charles Douglas                | SP     | Podólogo                           | 67º expulso em 31 de agosto de 2017                |
| 19             | Magé Dionísio                  | SP     | Personal trainer                   | 66ª expulsa em 31 de agosto de 2017                |
| 73             | Thais Vidal                    | SP     | Auxiliar administrativa            | 65ª expulsa em 31 de agosto de 2017                |
| 75             | Vivian Nagura                  | SP     | Professora de pilates e atriz      | 64ª expulsa em 31 de agosto de 2017                |
| 9              | Claianne Siqueira              | RS     | Policial civil                     | 63ª expulsa em 31 de agosto de 2017                |
| 45             | Rayllan Noronha                | SP     | Coordenador escolar                | 62º expulso em 31 de agosto de 2017                |
| 28             | Cezar Brollo                   | SP     | Agricultor                         | 61º expulso em 31 de agosto de 2017                |
| 76             | Adriano Barsali                | SP     | Empresário                         | 60º expulso em 31 de agosto de 2017                |
| 5              | Anna Hass                      | RJ     | Assistente administrativa          | 59ª expulsa em 31 de agosto de 2017                |
| 89             | Jan Praiero                    | SP     | Restaurador de automóveis          | 58º expulso em 31 de agosto de 2017                |
| 81             | Diego Christianini (Digu)      | SP     | Coordenador de festas e eventos    | 57º expulso em 31 de agosto de 2017                |
| 61             | Adriana Riollo (Lolla)         | SP     | Empresária                         | 56ª expulsa em 31 de agosto de 2017                |
| 49             | Thiago Catarina                | SC     | Vendedor                           | 55º expulso em 31 de agosto de 2017                |
| 46             | Richard Coelho                 | SP     | Técnico em eletrônica              | 54º expulso em 31 de agosto de 2017                |
| 34             | Guilherme Costa                | SP     | Ator                               | 53º expulso em 31 de agosto de 2017                |
| 18             | Luana Aguiar                   | SP     | Bartender                          | 52ª expulsa em 31 de agosto de 2017                |
| 17             | Karina Chung                   | SP     | Tradutora                          | 51ª expulsa em 31 de agosto de 2017                |
| 14             | Gabriela Galhardoni (Gabi)     | SP     | DJ                                 | 50ª expulsa em 31 de agosto de 2017                |
| 4              | Angela Leite                   | SP     | Cabeleireira                       | 49ª expulsa em 31 de agosto de 2017                |
| 44             | Patrick Schroder               | SP     | Youtuber                           | 48º expulso em 24 de agosto de 2017                |
| 57             | Cellyane Oliveira (Cell)       | ES     | Modelo e atriz                     | 47ª expulsa em 24 de agosto de 2017                |
| 43             | Vitor Martins (Papi Noel)      | SP     | Artista plástico                   | 46º expulso em 24 de agosto de 2017                |
| 35             | Guilherme Fernandes            | MG     | Estudante universitário            | 45º expulso em 24 de agosto de 2017                |
| 53             | Barbara Batista                | RJ     | Vendedora                          | 44ª expulsa em 17 de agosto de 2017                |
| 21             | Raphaella Andrade              | RJ     | DJ                                 | 43ª expulsa em 17 de agosto de 2017                |
| 84             | Giovani Afornali               | PR     | Produtor de eventos                | 42º expulso em 17 de agosto de 2017                |
| 65             | Nely Garcia                    | SP     | Técnica em enfermagem              | 41ª expulsa em 17 de agosto de 2017                |
| 95             | Mauricelio Maverick (Mau)      | SP     | Corretor de imóveis                | 5º desistente por tentação em 17 de agosto de 2017 |
| 33             | Guilherme Lorandi (Gui)        | SP     | Gerente                            | 19º desistente em 15 de agosto de 2017             |
| 69             | Sue Manabe                     | SP     | Consultora de vendas               | 40ª expulsa em 10 de agosto de 2017                |
| 38             | Lucas Crepaldi                 | SP     | Analista de comércio internacional | 39º expulso em 10 de agosto de 2017                |
| 85             | Antônio Carlos Machado (Thony) | SP     | Empresário                         | 38º expulso em 10 de agosto de 2017                |
| 66             | Patrícia Rodrigues             | SP     | Corretora de imóveis               | 37ª expulsa em 10 de agosto de 2017                |
| 68             | Reiko Miyamoto                 | SP     | Terapeuta                          | 36ª expulsa em 10 de agosto de 2017                |
| 88             | Ivan Costa                     | PI     | Supervisor comercial               | 35º expulso em 10 de agosto de 2017                |
| 24             | Ana Silvia Sacramento (Titi)   | SP     | Psicóloga                          | 5ª retirada em 10 de agosto de 2017                |
| 94             | Dyego Mattioli                 | DF     | Empresário                         | 18º desistente em 10 de agosto de 2017             |
| 42             | Mauricio Miguel                | SP     | Vendedor                           | 17º desistente em 8 de agosto de 2017              |
| 63             | Luiza Aragão                   | DF     | Jornalista                         | 16ª desistente em 8 de agosto de 2017              |
| 13             | Eliane Gouveia                 | PB     | Gerente de vendas                  | 34ª expulsa em 3 de agosto de 2017                 |
| 71             | Tatiane Romero (Tati)          | SP     | Empresária                         | 33ª expulsa em 3 de agosto de 2017                 |
| 3              | Nathana Britto                 | BA     | Cabeleireira e maquiadora          | 32ª expulsa em 3 de agosto de 2017                 |
| 39             | Marcelo Moraes                 | DF     | Empresário                         | 31º expulso em 3 de agosto de 2017                 |
| 47             | Rodrigo Gonçalves              | SP     | Motoboy                            | 30º expulso em 3 de agosto de 2017                 |
| 97             | Rômulo Tinetti                 | SP     | Diretor artístico                  | 4º desistente por tentação em 3 de agosto de 2017  |
| 54             | Beatriz Crug                   | SP     | Produtora de eventos               | 3ª desistente por tentação em 3 de agosto de 2017  |
| 11             | Kelly Oliveira                 | SP     | Administradora                     | 2ª desistente por tentação em 3 de agosto de 2017  |
| 2              | Amaralina Machado              | SP     | Vendedora                          | 1ª desistente por tentação em 3 de agosto de 2017  |
| 41             | Maurício Bezerra               | DF     | Produtor de eventos                | 4º retirado em 3 de agosto de 2017                 |
| 70             | Tainara Vargas                 | SP     | Modelo                             | 29ª expulsa em 27 de julho de 2017                 |
| 20             | Marcele Oliver                 | RJ     | Guia de turismo                    | 28ª expulsa em 27 de julho de 2017                 |
| 48             | Saulo Vitor Martins (Sal)      | SP     | Estudante universitário            | 27º expulso em 27 de julho de 2017                 |
| 67             | Rafaela Xavier (Rafa)          | SP     | Intérprete de libras               | 26ª expulsa em 27 de julho de 2017                 |
| 55             | Bruna Guimarães (Bru)          | SP     | Consultora de imagem               | 25ª expulsa em 27 de julho de 2017                 |
| 10             | Dione Melo                     | PB     | Artista circense                   | 24ª expulsa em 27 de julho de 2017                 |
| 40             | Marco Ungaro                   | SP     | Chef de cozinha                    | 23º expulso em 20 de julho de 2017                 |
| 92             | Junior Rodrigues               | SP     | Bartender                          | 22º expulso em 20 de julho de 2017                 |
| 8              | Carol Kowacs                   | SP     | Bailarina                          | 21ª expulsa em 20 de julho de 2017                 |
| 27             | Arlindo da Cruz Filho          | SP     | Engenheiro de petróleo             | 20º expulso em 20 de julho de 2017                 |
| 82             | Eduardo Kleindienst (Du)       | SP     | Advogado                           | 19º expulso em 20 de julho de 2017                 |
| 50             | Tiago Borba (Ti)               | RS     | Pescador                           | 18º expulso em 20 de julho de 2017                 |
| 64             | Monick Camargo                 | GO     | Modelo                             | 17ª expulsa em 20 de julho de 2017                 |
| 86             | Augusto Penteado (Guto)        | PR     | Fotógrafo                          | 16º expulso em 20 de julho de 2017                 |
| 93             | Gustavo Lira                   | SP     | Massoterapeuta                     | 15º expulso em 20 de julho de 2017                 |
| 90             | Jean Francisco                 | SP     | Professor de dança de salão        | 14º expulso em 20 de julho de 2017                 |
| 1              | Alessandra Meneghette (Ale)    | SP     | Esteticista                        | 13ª expulsa em 20 de julho de 2017                 |
| 31             | Eduardo D'Amico                | SP     | Administrador                      | 15º desistente em 20 de julho de 2017              |
| 91             | João Carlos Cardoso (Joca)     | SP     | Professor de dança                 | 14º desistente em 18 de julho de 2017              |
| 59             | Flavia Souza                   | SP     | Estudante universitária            | 13ª desistente em 18 de julho de 2017              |
| 7              | Carol Neves                    | SP     | Personal trainer                   | 12ª expulsa em 13 de julho de 2017                 |
| 36             | Julio Coelho                   | SP     | Empresário                         | 11º expulso em 13 de julho de 2017                 |
| 23             | Tânia Leite                    | SP     | Produtora de festas infantis       | 10ª expulsa em 13 de julho de 2017                 |
| 83             | Eliedson Cruz                  | SP     | Microempresário                    | 9º expulso em 13 de julho de 2017                  |
| 37             | Leonardo Schafer               | RS     | Gerente operacional                | 8º expulso em 13 de julho de 2017                  |
| 87             | Helder dos Santos              | BA     | Eletricista                        | 7º expulso em 13 de julho de 2017                  |
| 29             | Danilo Santana (Dan)           | RJ     | Modelo                             | 12º desistente em 13 de julho de 2017              |
| 30             | Diego Crisostomo               | CE     | Estudante                          | 11º desistente em 11 de julho de 2017              |
| 12             | Dory de Oliveira               | SP     | Rapper e compositora               | 10ª desistente em 11 de julho de 2017              |
| 78             | Antonio Barros                 | SP     | Aposentado                         | 6º expulso em 6 de julho de 2017                   |
| 26             | Allex Lopes                    | SP     | Designer e publicitário            | 5º expulso em 6 de julho de 2017                   |
| 25             | Vanessa Carvalho               | SP     | Professora de yoga                 | 4ª expulsa em 6 de julho de 2017                   |
| 6              | Beatriz da Costa (Bia)         | SP     | Dançarina                          | 3ª expulsa em 6 de julho de 2017                   |
| 96             | Edilson Pollarah               | SP     | Marionetista                       | 2º expulso em 6 de julho de 2017                   |
| 16             | Gisele Mey                     | SP     | Vendedora                          | 3ª retirada em 6 de julho de 2017                  |
| 32             | Mauricio Suetam                | RJ     | Guia de montanhismo                | 2º retirado em 6 de julho de 2017                  |
| 52             | Andreza Domingues              | SP     | Professora de artes visuais        | 9ª desistente em 6 de julho de 2017                |
| 51             | Adeline De Vincenzo            | SP     | Professora de canto                | 8ª desistente em 6 de julho de 2017                |
| 98             | Victor Dias                    | SP     | Estudante universitário            | 7º desistente em 6 de julho de 2017                |
| 62             | Lauriane Kern                  | SP     | Arquiteta e urbanista              | 1ª expulsa em 29 de junho de 2017                  |
| 58             | Ellen Faria                    | MG     | Advogada                           | 6ª desistente em 29 de junho de 2017               |
| 99             | Vinicius Büttel (Vini)         | RJ     | Estudante universitário            | 1º retirado em 29 de junho de 2017                 |
| 80             | Danilo Araujo                  | SP     | Professor de artes                 | 5º desistente em 29 de junho de 2017               |
| 100            | William Arruda (Will)          | SP     | Estudante universitário            | 4º desistente em 29 de junho de 2017               |
| 22             | Samantha Aweti Kalapalo        | MT     | Guia turística                     | 3ª desistente em 27 de junho de 2017               |
| 74             | Sarah Martins                  | SP     | Tatuadora artística                | 2ª desistente em 27 de junho de 2017               |
| 15             | Gabriele Zamarian              | SP     | Cosplayer                          | 1ª desistente em 27 de junho de 2017               |

## Outras aparições
Além de participarem de A Casa, alguns dos participantes passaram a competir em outros reality shows.
| Participante    | Edição A Casa | Colocação               | Reality show              | Temp. | Colocação               |
| --------------- | ------------- | ----------------------- | ------------------------- | ----- | ----------------------- |
| Monick Camargo  | 1             | Expulsa – 66.º lugar    | A Fazenda                 | 9     | Eliminada – 4.º lugar   |
| Alex Gallete    | 1             | Expulso – 3.º lugar     | A Fazenda                 | 14    | Eliminado – 12.º lugar  |
| Vini Büttel     | 1             | Retirado – 95.º lugar   | A Fazenda                 | 14    | Eliminado – 14.º lugar  |
| Vini Büttel     | 1             | Retirado – 95.º lugar   | De Férias com o Ex Brasil | 3     | Participante – Original |
| Mauricio Miguel | 1             | Desistente – 42.º lugar | De Férias com o Ex Brasil | 3     | Participante – Original |
| Luiza Aragão    | 1             | Desistente – 43.º lugar | De Férias com o Ex Brasil | 3     | Participante – Ex       |
| Luiza Aragão    | 1             | Desistente – 43.º lugar | A Grande Conquista        | 2     | Eliminada – 91.º lugar  |
| Nathana Britto  | 1             | Expulsa – 46.º lugar    | A Grande Conquista        | 2     | Eliminada – 47.º lugar  |

## Histórico
| Passaram no desafio (adicionou a soma do valor restante) | Falharam no desafio (reduziu a soma do valor restante) |

### Desafio Premiado
No Desafio Premiado, os moradores competem juntos para ganhar a quantia oferecida na semana, que irá somar no valor restante do prêmio inicial. Caso não cumpram o desafio, a quantia oferecida iria descontar no valor restante.
|                  | Semana 1                                                                | Semana 1                                                                | Semana 2                                                     | Semana 2                                                     | Semana 3                                          | Semana 3                                          | Semana 4                          | Semana 4                          | Semana 5                      | Semana 5                      | Semana 6                                              | Semana 6                                              | Semana 7 | Semana 7 | Semana 8 | Semana 8 | Semana 9                                | Semana 9                                | Semana 10  | Semana 10  | Final       |
| ---------------- | ----------------------------------------------------------------------- | ----------------------------------------------------------------------- | ------------------------------------------------------------ | ------------------------------------------------------------ | ------------------------------------------------- | ------------------------------------------------- | --------------------------------- | --------------------------------- | ----------------------------- | ----------------------------- | ----------------------------------------------------- | ----------------------------------------------------- | --- | --- | --- | --- | --------------------------------------- | --------------------------------------- | ---------- | ---------- | ----------- |
| Soma de dinheiro | R$ 945.536                                                              | Total                                                                   | R$ 853.976                                                   | Total                                                        | R$ 730.376                                        | Total                                             | R$ 571.240                        | Total                             | R$ 479.152                    | Total                         | R$ 418.836                                            | Total                                                 | R$ 304.904 | Total | R$ 365.756 | Total | R$ 335.124                              | Total                                   | R$ 367.156 | Total      | Total geral |
|                  |                                                                         |                                                                         |                                                              |                                                              |                                                   |                                                   |                                   |                                   |                               |                               |                                                       |                                                       | | | | |                                         |                                         |            |            |             |
| Ofertas          |                                                                         |                                                                         |                                                              |                                                              |                                                   |                                                   |                                   |                                   |                               |                               |                                                       |                                                       | | | | |                                         |                                         |            |            |             |
| Valor restante   | R$ 10.000                                                               | R$ 955.536                                                              | R$ 15.000                                                    | R$ 868.976                                                   | R$ 25.000                                         | R$ 705.376                                        | R$ 20.000                         | R$ 591.240                        | R$ 30.000                     | R$ 509.152                    | R$ 35.000                                             | R$ 383.836                                            | R$ 42.500 | R$ 347.404 | R$ 50.000 | R$ 415.756 | R$ 60.000                               | R$ 395.124                              | R$ 100.000 | R$ 467.156 | R$ 436.772  |
|                  |                                                                         |                                                                         |                                                              |                                                              |                                                   |                                                   |                                   |                                   |                               |                               |                                                       |                                                       | | | | |                                         |                                         |            |            |             |
| Participantes    | Arlindo Charles Du Guto Isa Junior Raphaella Rayllan Rodrigo Sue Thiago | Arlindo Charles Du Guto Isa Junior Raphaella Rayllan Rodrigo Sue Thiago | Arlindo Charles Eduardo Guilherme F. Guto Helder Maurício B. | Arlindo Charles Eduardo Guilherme F. Guto Helder Maurício B. | Anna Guilherme C. Guilherme F. Luana Miguel Thony | Anna Guilherme C. Guilherme F. Luana Miguel Thony | Cell Du Gui Gustavo Tainara Thony | Cell Du Gui Gustavo Tainara Thony | Amaralina Maurício B. Rodrigo | Amaralina Maurício B. Rodrigo | Cezar Charles Gui Guilherme F. Luiza Magé Mau Richard | Cezar Charles Gui Guilherme F. Luiza Magé Mau Richard | Adriano Alex G. Angela Anna Barbara Bruna Cell Cezar Claianne Charles Digu Gabi Giovani Gui Guilherme C. Guilherme F. Isa Ivan Jan Karina Lolla Luana Lucas Magé Mau Nely Papi Noel Patrícia Patrick Raphaella Rayllan Reiko Richard Sue Thais G. Thais V. Thiago Thony Vivian | Adriano Alex G. Angela Anna Barbara Bruna Cell Cezar Claianne Charles Digu Gabi Giovani Gui Guilherme C. Guilherme F. Isa Ivan Jan Karina Lolla Luana Lucas Magé Mau Nely Papi Noel Patrícia Patrick Raphaella Rayllan Reiko Richard Sue Thais G. Thais V. Thiago Thony Vivian | Alex G. Anna Barbara Bruna Cell Claianne Charles Digu Giovani Guilherme C. Isa Karina Luana Magé Nely Patrick Raphaella Rayllan Thais V. Vivian | Alex G. Anna Barbara Bruna Cell Claianne Charles Digu Giovani Guilherme C. Isa Karina Luana Magé Nely Patrick Raphaella Rayllan Thais V. Vivian | Cezar Charles Gabi Luana Rayllan Vivian | Cezar Charles Gabi Luana Rayllan Vivian | Thais G.   | Thais G.   |             |

### Zona de Risco
| Colocação | Semana 1     | Semana 2     | Semana 3     | Semana 4     | Semana 5     | Semana 6     | Semana 7     | Semana 8     | Semana 9     | Semana 10    | Semana 10 | Semana 10 | Semana 10 | Semana 11 | Semana 11 |
| --------- | ------------ | ------------ | ------------ | ------------ | ------------ | ------------ | ------------ | ------------ | ------------ | ------------ | --------- | --------- | --------- | --------- | --------- |
| 1º        | Junior       | Kelly        | Titi         | Adriano      | Mattioli     | Guilherme F. | Thiago       | Alex G.      | Rayllan      | Thais G.     | Thais G.  | Thais G.  | Thais G.  | Isa       | Thais G.  |
| 2º        | Carol        | Junior       | Kelly        | Titi         | Adriano      | Mattioli     | Guilherme F. | Thiago       | Alex G.      | Rayllan      | Alex G.   | Thais V.  | Bruna     | Alex G.   | Isa       |
| 3º        | Eduardo      | Carol        | Marco        | Alex G.      | Gui          | Rayllan      | Giovani      | Vivian       | Richard      | Cezar        | Bruna     | Isa       | Alex G.   | Bruna     | Alex G.   |
| 4º        | Allex L.     | Eduardo      | Digu         | Kelly        | Guilherme F. | Miguel       | Gabi         | Rayllan      | Magé         | Vivian       | Cezar     | Vivian    | Magé      | Thais G.  |           |
| 5º        | Cell         | Marcelo      | Adriano      | Eduardo      | Claianne     | Lucas        | Cell         | Angela       | Bruna        | Isa          | Charles   | Magé      | Charles   |           |           |
| 6º        | Bru          | Marco        | Vivian       | Nathana      | Nathana      | Barbara      | Angela       | Jan          | Lolla        | Magé         | Isa       | Alex G.   | Isa       |           |           |
| 7º        | Ti Borba     | Barbara      | Thais V.     | Karina       | Angela       | Angela       | Papi Noel    | Anna         | Isa          | Thais V.     | Magé      | Bruna     |           |           |           |
| 8º        | Patrick      | Dan          | Thiago       | Marcelo      | Guilherme C. | Titi         | Guilherme C. | Adriano      | Adriano      | Claianne     | Adriano   | Charles   |           |           |           |
| 9º        | Marcelo      | Thiago       | Eduardo      | Maurício B.  | Maurício B.  | Guilherme C. | Thais G.     | Gabi         | Thais G.     | Adriano      | Anna      | Claianne  |           |           |           |
| 10º       | Guilherme C. | Adriano      | Dan          | Rayllan      | Papi Noel    | Luiza        | Digu         | Lolla        | Charles      | Anna         | Claianne  |           |           |           |           |
| 11º       | Sal          | Du           | Carol K.     | Mattioli     | Rodrigo      | Jan          | Rayllan      | Karina       | Angela       | Angela       | Rayllan   |           |           |           |           |
| 12º       | Gabi         | Miguel       | Gustavo      | Charles      | Thiago       | Mau          | Magé         | Luana        | Luana        | Lolla        | Thais V.  |           |           |           |           |
| 13º       | Eliedson     | Patrick      | Jan          | Claianne     | Bruna        | Kelly        | Karina       | Cezar        | Karina       | Jan          | Vivian    |           |           |           |           |
| 14º       | Reiko        | Sal          | Alex G.      | Eliane       | Luiza        | Amaralina    | Gui          | Papi Noel    | Cezar        | Digu         |           |           |           |           |           |
| 15º       | Papi Noel    | Vivian       | Thais G.     | Gabi         | Amaralina    | Anna         | Bruna        | Patrick      | Patrick      | Gabi         |           |           |           |           |           |
| 16º       | Miguel       | Charles      | Rafa         | Raphaella    | Anna         | Eliane       | Lolla        | Guilherme F. | Guilherme C. | Charles      |           |           |           |           |           |
| 17º       | Lucas        | Amaralina    | Lolla        | Miguel       | Kelly        | Karina       | Isa          | Barbara      | Cell         | Guilherme C. |           |           |           |           |           |
| 18º       | Arlindo      | Anna         | Cell         | Patrick      | Eliane       | Gabi         | Nely         | Nely         | Thiago       | Luana        |           |           |           |           |           |
| 19º       | Karina       | Arlindo      | Rayllan      | Richard      | Gabi         | Magé         | Alex G.      | Raphaella    | Digu         | Karina       |           |           |           |           |           |
| 20º       | Dory         | Guilherme C. | Marcelo      | Bru          | Karina       | Cezar        | Mau          | Mau          | Jan          | Thiago       |           |           |           |           |           |
| 21º       | Claianne     | Guilherme F. | Karina       | Isa          | Luana        | Raphaella    | Charles      | Guilherme C. | Guilherme F. | Richard      |           |           |           |           |           |
| 22º       | Edilson      | Ti Borba     | Nathana      | Luiza        | Magé         | Gui          | Luana        | Giovani      | Papi Noel    | Bruna        |           |           |           |           |           |
| 23º       | Jean         | Bru          | Rômulo       | Rômulo       | Titi         | Thiago       | Thais V.     | Magé         | Gabi         | Alex G.      |           |           |           |           |           |
| 24º       | Ivan         | Bruna        | Junior       | Rafa         | Cezar        | Marcelo      | Richard      | Richard      | Claianne     |              |           |           |           |           |           |
| 25º       | Ellen        | Mattioli     | Guto         | Angela       | Lucas        | Isa          | Cezar        | Thais V.     | Anna         |              |           |           |           |           |           |
| 26º       | Adeline      | Victor       | Tati         | Patrícia     | Marcelo      | Beatriz      | Patrícia     | Digu         | Vivian       |              |           |           |           |           |           |
| 27º       | Thiago       | Carol K.     | Sue          | Cezar        | Miguel       | Cell         | Sue          | Claianne     | Thais V.     |              |           |           |           |           |           |
| 28º       | Richard      | Thony        | Ti Borba     | Dione        | Patrick      | Bruna        | Reiko        | Cell         |              |              |           |           |           |           |           |
| 29º       | Rayllan      | Mauricio S.  | Richard      | Magé         | Rayllan      | Nely         | Thony        | Bruna        |              |              |           |           |           |           |           |
| 30º       | Titi         | Maurício B.  | Guilherme F. | Marcele      | Richard      | Lolla        | Adriano      | Thais G.     |              |              |           |           |           |           |           |
| 31º       | Raphaella    | Richard      | Marcele      | Anna         | Cell         | Reiko        | Anna         | Isa          |              |              |           |           |           |           |           |
| 32º       | Nathana      | Rodrigo      | Magé         | Gui          | Isa          | Sue          | Lucas        | Charles      |              |              |           |           |           |           |           |
| 33º       | Rômulo       | Cell         | Eliane       | Guilherme C. | Nely         | Charles      | Claianne     | Gui          |              |              |           |           |           |           |           |
| 34º       | Mau          | Monick       | Joca         | Rodrigo      | Reiko        | Tati         | Vivian       |              |              |              |           |           |           |           |           |
| 35º       | Du           | Giovani      | Jean         | Cell         | Thais G.     | Thais G.     | Jan          |              |              |              |           |           |           |           |           |
| 36º       | Vivian       | Titi         | Tainara      | Nely         | Thais V.     | Vivian       | Ivan         |              |              |              |           |           |           |           |           |
| 37º       | Tati         | Gustavo      | Nely         | Reiko        | Vivian       | Thais V.     | Mattioli     |              |              |              |           |           |           |           |           |
| 38º       | Rafa         | Dione        | Monick       | Sue          | Alex G.      | Adriano      | Patrick      |              |              |              |           |           |           |           |           |
| 39º       | Monick       | Julio        | Luiza        | Thais V.     | Charles      | Rômulo       | Raphaella    |              |              |              |           |           |           |           |           |
| 40º       | Beatriz      | Gabi         | Isa          | Vivian       | Digu         | Giovani      | Titi         |              |              |              |           |           |           |           |           |
| 41º       | Maurício B.  | Lucas        | Bruna        | Giovani      | Giovani      | Thony        | Barbara      |              |              |              |           |           |           |           |           |
| 42º       | Marcele      | Rayllan      | Rodrigo      | Thony        | Jan          | Alex G.      | Miguel       |              |              |              |           |           |           |           |           |
| 43º       | Bia          | Beatriz      | Gui          | Ivan         | Raphaella    | Claianne     | Luiza        |              |              |              |           |           |           |           |           |
| 44º       | Gustavo      | Rafa         | Raphaella    | Jan          | Sal          | Luana        |              |              |              |              |           |           |           |           |           |
| 45º       | Jan          | Alex G.      | Luana        | Mau          | Barbara      | Papi Noel    |              |              |              |              |           |           |           |           |           |
| 46º       | Giovani      | Helder       | Gabi         | Carol K.     | Beatriz      | Rodrigo      |              |              |              |              |           |           |           |           |           |
| 47º       | Charles      | Nathana      | Dione        | Luana        | Lolla        | Patrícia     |              |              |              |              |           |           |           |           |           |
| 48º       | Alex G.      | Eliane       | Mau          | Guilherme F. | Patrícia     | Ivan         |              |              |              |              |           |           |           |           |           |
| 49º       | Adriano      | Gisele       | Giovani      | Lucas        | Rafa         | Digu         |              |              |              |              |           |           |           |           |           |
| 50º       | Thais G.     | Raphaella    | Du           | Ti Borba     | Sue          | Nathana      |              |              |              |              |           |           |           |           |           |
| 51º       | Isa          | Diego        | Charles      | Barbara      | Ivan         | Patrick      |              |              |              |              |           |           |           |           |           |
| 52º       | Bruna        | Papi Noel    | Reiko        | Bruna        | Mau          | Richard      |              |              |              |              |           |           |           |           |           |
| 53º       | Barbara      | Adeline      | Patrícia     | Lolla        | Dione        | Maurício B.  |              |              |              |              |           |           |           |           |           |
| 54º       | Andreza      | Flavia       | Flavia       | Monick       | Marcele      |              |              |              |              |              |           |           |           |           |           |
| 55º       | Rodrigo      | Tati         | Bru          | Thais G.     | Bru          |              |              |              |              |              |           |           |           |           |           |
| 56º       | Leonardo     | Thais G.     | Miguel       | Gustavo      | Tainara      |              |              |              |              |              |           |           |           |           |           |
| 57º       | Guilherme F. | Thais V.     | Maurício B.  | Du           | Tati         |              |              |              |              |              |           |           |           |           |           |
| 58º       | Mauricio S.  | Bia          | Lucas        | Guto         | Thony        |              |              |              |              |              |           |           |           |           |           |
| 59º       | Vanessa      | Claianne     | Arlindo      | Jean         | Rômulo       |              |              |              |              |              |           |           |           |           |           |
| 60º       | Luana        | Dory         | Anna         | Digu         |              |              |              |              |              |              |           |           |           |           |           |
| 61º       | Anna         | Luana        | Ivan         | Junior       |              |              |              |              |              |              |           |           |           |           |           |
| 62º       | Victor       | Marcele      | Helder       | Tati         |              |              |              |              |              |              |           |           |           |           |           |
| 63º       | Mattioli     | Allex L.     | Barbara      | Thiago       |              |              |              |              |              |              |           |           |           |           |           |
| 64º       | Patrícia     | Edilson      | Cezar        | Amaralina    |              |              |              |              |              |              |           |           |           |           |           |
| 65º       | Lolla        | Andreza      | Tânia        | Beatriz      |              |              |              |              |              |              |           |           |           |           |           |
| 66º       | Will         | Isa          | Claianne     | Sal          |              |              |              |              |              |              |           |           |           |           |           |
| 67º       | Vini         | Jean         | Carol        | Tainara      |              |              |              |              |              |              |           |           |           |           |           |
| 68º       | Joca         | Mau          | Angela       | Ale          |              |              |              |              |              |              |           |           |           |           |           |
| 69º       | Helder       | Tainara      | Amaralina    | Papi Noel    |              |              |              |              |              |              |           |           |           |           |           |
| 70º       | Guto         | Digu         | Ale          | Arlindo      |              |              |              |              |              |              |           |           |           |           |           |
| 71º       | Thais V.     | Patrícia     | Mattioli     | Marco        |              |              |              |              |              |              |           |           |           |           |           |
| 72º       | Marco        | Luiza        | Thony        | Joca         |              |              |              |              |              |              |           |           |           |           |           |
| 73º       | Julio        | Gui          | Patrick      | Flavia       |              |              |              |              |              |              |           |           |           |           |           |
| 74º       | Gui          | Angela       | Leonardo     |              |              |              |              |              |              |              |           |           |           |           |           |
| 75º       | Diego        | Magé         | Eliedson     |              |              |              |              |              |              |              |           |           |           |           |           |
| 76º       | Dan          | Vanessa      | Beatriz      |              |              |              |              |              |              |              |           |           |           |           |           |
| 77º       | Gisele       | Cezar        | Sal          |              |              |              |              |              |              |              |           |           |           |           |           |
| 78º       | Eliane       | Sue          | Papi Noel    |              |              |              |              |              |              |              |           |           |           |           |           |
| 79º       | Kelly        | Lolla        | Julio        |              |              |              |              |              |              |              |           |           |           |           |           |
| 80º       | Angela       | Nely         | Guilherme C. |              |              |              |              |              |              |              |           |           |           |           |           |
| 81º       | Amaralina    | Guto         | Diego        |              |              |              |              |              |              |              |           |           |           |           |           |
| 82º       | Ale          | Leonardo     | Dory         |              |              |              |              |              |              |              |           |           |           |           |           |
| 83º       | Thony        | Eliedson     |              |              |              |              |              |              |              |              |           |           |           |           |           |
| 84º       | Danilo       | Reiko        |              |              |              |              |              |              |              |              |           |           |           |           |           |
| 85º       | Sue          | Ivan         |              |              |              |              |              |              |              |              |           |           |           |           |           |
| 86º       | Nely         | Jan          |              |              |              |              |              |              |              |              |           |           |           |           |           |
| 87º       | Luiza        | Rômulo       |              |              |              |              |              |              |              |              |           |           |           |           |           |
| 88º       | Lauriane     | Joca         |              |              |              |              |              |              |              |              |           |           |           |           |           |
| 89º       | Cezar        | Karina       |              |              |              |              |              |              |              |              |           |           |           |           |           |
| 90º       | Carol K.     | Tânia        |              |              |              |              |              |              |              |              |           |           |           |           |           |
| 91º       | Digu         | Antonio      |              |              |              |              |              |              |              |              |           |           |           |           |           |
| 92º       | Antonio      | Ale          |              |              |              |              |              |              |              |              |           |           |           |           |           |
| 93º       | Tainara      |              |              |              |              |              |              |              |              |              |           |           |           |           |           |
| 94º       | Flavia       |              |              |              |              |              |              |              |              |              |           |           |           |           |           |
| 95º       | Tânia        |              |              |              |              |              |              |              |              |              |           |           |           |           |           |
| 96º       | Magé         |              |              |              |              |              |              |              |              |              |           |           |           |           |           |
| 97º       | Dione        |              |              |              |              |              |              |              |              |              |           |           |           |           |           |
| 98º       | Samantha     |              |              |              |              |              |              |              |              |              |           |           |           |           |           |
| 99º       | Sarah        |              |              |              |              |              |              |              |              |              |           |           |           |           |           |
| 100º      | Gabriele     |              |              |              |              |              |              |              |              |              |           |           |           |           |           |

### Painéis
A cada semana, os participantes elegem um Dono da Casa, por votação interna. Ele será o responsável pelas regras do local além de gerir o uso do dinheiro. Além de ser o único com direito a uma suíte privativa com todo o conforto. Os menos votados desta votação entram no mural vermelho do local e correm o risco de serem expulsos. Os outros seguem no mural verde e continuam na competição.
| Colocação | Número | Participante | Semana | Semana | Semana | Semana | Semana | Semana | Semana | Semana | Semana | Semana | Semana | Semana | Semana | Semana | Semana | Semana | Semana | Semana | Semana | Semana | Semana | Semana | Semana | Semana | Semana | Semana | Semana | Semana | Semana | Semana | Semana    |
| Colocação | Número | Participante | 1      | 1      | 2      | 2      | 3      | 3      | 4      | 4      | 5      | 5      | 6      | 6      | 7      | 7      | 8      | 8      | 9      | 9      | 10     | 10     | 10     | 10     | 10     | 10     | 10     | 10     | 11     | 11     | 11     | 11     | Final     |
| Colocação | Número | Participante | 1      | 1      | 2      | 2      | 3      | 3      | 4      | 4      | 5      | 5      | 6      | 6      | 7      | 7      | 8      | 8      | 9      | 9      | 10.1   | 10.1   | 10.2   | 10.2   | 10.3   | 10.3   | 10.4   | 10.4   | 11.1   | 11.1   | 11.2   | 11.2   | Final     |
| --------- | ------ | ------------ | ------ | ------ | ------ | ------ | ------ | ------ | ------ | ------ | ------ | ------ | ------ | ------ | ------ | ------ | ------ | ------ | ------ | ------ | ------ | ------ | ------ | ------ | ------ | ------ | ------ | ------ | ------ | ------ | ------ | ------ | --------- |
| 1.º       | 72     | Thais G.     | SD     | IM     | SD     | IM     | SD     | IM     | ZR     | SZ     | SD     | IM     | ZR     | SZ     | SD     | IM     | ZR     | SZ     | SD     | IM     | DC     | IM     | IM     | IM     | SD     | IM     | SD     | IM     | ZR     | SZ     | SD     | IM     | VENCEDORA |
| 2.º       | 60     | Isa          | SD     | IM     | ZR     | SZ     | SD     | IM     | SD     | IM     | SD     | IM     | ZR     | SZ     | SD     | IM     | ZR     | SZ     | SD     | IM     | SD     | IM     | SD     | IM     | ZR     | SZ     | ZR     | SZ     | SD     | IM     | ZR     | SZ     | 2º LUGAR  |
| 3.º       | 77     | Alex G.      | SD     | IM     | SD     | IM     | SD     | IM     | SD     | IM     | SD     | IM     | ZR     | SZ     | SD     | IM     | DC     | IM     | IM     | IM     | ZR     | SZ     | SD     | IM     | ZR     | SZ     | ZR     | SZ     | ZR     | SZ     | ZR     | EX     |           |
| 4.º       | 56     | Bruna        | SD     | IM     | SD     | IM     | SD     | IM     | ZR     | SZ     | SD     | IM     | ZR     | SZ     | SD     | IM     | ZR     | SZ     | SD     | IM     | ZR     | SZ     | SD     | IM     | ZR     | SZ     | ZR     | SZ     | ZR     | EX     |        |        |           |
| 5.º       | 79     | Charles      | SD     | IM     | SD     | IM     | ZR     | SD     | SD     | IM     | SD     | IM     | ZR     | SZ     | SD     | IM     | ZR     | SZ     | SD     | IM     | ZR     | SZ     | SD     | IM     | ZR     | SZ     | ZR     | EX     |        |        |        |        |           |
| 6.º       | 19     | Magé         | ZR     | SZ     | ZR     | SZ     | SD     | IM     | SD     | IM     | SD     | IM     | ZR     | SZ     | SD     | IM     | ZR     | SZ     | SD     | IM     | SD     | IM     | SD     | IM     | ZR     | SZ     | ZR     | EX     |        |        |        |        |           |
| 7.º       | 73     | Thais V.     | ZR     | SZ     | SD     | IM     | SD     | IM     | SD     | IM     | SD     | IM     | ZR     | SZ     | ZR     | SZ     | ZR     | SZ     | ZR     | SZ     | SD     | IM     | ZR     | SZ     | ZR     | EX     |        |        |        |        |        |        |           |
| 8.º       | 75     | Vivian       | SD     | IM     | SD     | IM     | SD     | IM     | SD     | IM     | SD     | IM     | ZR     | SZ     | ZR     | SZ     | SD     | IM     | ZR     | SZ     | SD     | IM     | ZR     | SZ     | ZR     | EX     |        |        |        |        |        |        |           |
| 9.º       | 9      | Claianne     | SD     | IM     | ZR     | SZ     | ZR     | SZ     | SD     | IM     | SD     | IM     | ZR     | SZ     | ZR     | SZ     | ZR     | SZ     | ZR     | SZ     | SD     | IM     | ZR     | SZ     | ZR     | EX     |        |        |        |        |        |        |           |
| 10.º      | 45     | Rayllan      | SD     | IM     | SD     | IM     | SD     | IM     | SD     | IM     | SD     | IM     | SD     | IM     | SD     | IM     | SD     | IM     | DC     | IM     | IM     | IM     | ZR     | EX     |        |        |        |        |        |        |        |        |           |
| 11.º      | 28     | Cezar        | ZR     | SZ     | ZR     | SZ     | ZR     | SZ     | SD     | IM     | SD     | IM     | ZR     | SZ     | ZR     | SZ     | SD     | IM     | ZR     | SZ     | SD     | IM     | SD     | EX     |        |        |        |        |        |        |        |        |           |
| 12.º      | 76     | Adriano      | SD     | IM     | SD     | IM     | SD     | IM     | DC     | IM     | IM     | IM     | ZR     | SZ     | ZR     | SZ     | SD     | IM     | SD     | IM     | SD     | IM     | ZR     | EX     |        |        |        |        |        |        |        |        |           |
| 13.º      | 5      | Anna         | SD     | IM     | SD     | IM     | ZR     | SD     | SD     | IM     | SD     | IM     | ZR     | SZ     | ZR     | SZ     | SD     | IM     | ZR     | SZ     | SD     | IM     | ZR     | EX     |        |        |        |        |        |        |        |        |           |
| 14.º      | 89     | Jan          | SD     | IM     | ZR     | SZ     | SD     | IM     | SD     | IM     | SD     | IM     | SD     | IM     | ZR     | SZ     | SD     | IM     | ZR     | SZ     | ZR     | EX     |        |        |        |        |        |        |        |        |        |        |           |
| 15.º      | 81     | Digu         | ZR     | SZ     | ZR     | SZ     | SD     | IM     | ZR     | SZ     | SD     | IM     | ZR     | SZ     | SD     | IM     | ZR     | SZ     | ZR     | SZ     | ZR     | EX     |        |        |        |        |        |        |        |        |        |        |           |
| 16.º      | 61     | Lolla        | ZR     | SZ     | ZR     | SZ     | SD     | IM     | ZR     | SZ     | ZR     | SZ     | ZR     | SZ     | SD     | IM     | SD     | IM     | SD     | IM     | ZR     | EX     |        |        |        |        |        |        |        |        |        |        |           |
| 17.º      | 49     | Thiago       | SD     | IM     | SD     | IM     | SD     | IM     | ZR     | SZ     | SD     | IM     | ZR     | SZ     | DC     | IM     | IM     | IM     | ZR     | SZ     | ZR     | EX     |        |        |        |        |        |        |        |        |        |        |           |
| 18.º      | 46     | Richard      | SD     | IM     | SD     | IM     | SD     | IM     | SD     | IM     | SD     | IM     | ZR     | SZ     | ZR     | SZ     | ZR     | SZ     | SD     | IM     | ZR     | EX     |        |        |        |        |        |        |        |        |        |        |           |
| 19.º      | 34     | Guilherme C. | SD     | IM     | SD     | IM     | ZR     | SZ     | SD     | IM     | SD     | IM     | SD     | IM     | SD     | IM     | ZR     | SZ     | ZR     | SZ     | ZR     | EX     |        |        |        |        |        |        |        |        |        |        |           |
| 20.º      | 18     | Luana        | SD     | IM     | ZR     | SZ     | SD     | IM     | ZR     | SZ     | SD     | IM     | ZR     | SZ     | ZR     | SZ     | SD     | IM     | ZR     | SZ     | ZR     | EX     |        |        |        |        |        |        |        |        |        |        |           |
| 21.º      | 17     | Karina       | SD     | IM     | ZR     | SZ     | SD     | IM     | SD     | IM     | SD     | IM     | ZR     | SZ     | SD     | IM     | SD     | IM     | ZR     | SZ     | ZR     | EX     |        |        |        |        |        |        |        |        |        |        |           |
| 22.º      | 14     | Gabi         | SD     | IM     | SD     | IM     | SD     | IM     | SD     | IM     | SD     | IM     | ZR     | SZ     | SD     | IM     | SD     | IM     | ZR     | SZ     | ZR     | EX     |        |        |        |        |        |        |        |        |        |        |           |
| 23.º      | 4      | Angela       | ZR     | SZ     | ZR     | SZ     | ZR     | SZ     | SD     | IM     | SD     | IM     | SD     | IM     | SD     | IM     | SD     | IM     | ZR     | SZ     | ZR     | EX     |        |        |        |        |        |        |        |        |        |        |           |
| 24.º      | 44     | Patrick      | SD     | IM     | SD     | IM     | ZR     | SZ     | SD     | IM     | SD     | IM     | ZR     | SZ     | ZR     | SD     | SD     | IM     | ZR     | EX     |        |        |        |        |        |        |        |        |        |        |        |        |           |
| 25.º      | 57     | Cell         | SD     | IM     | SD     | IM     | SD     | IM     | SD     | IM     | SD     | IM     | ZR     | SZ     | SD     | IM     | ZR     | SZ     | ZR     | EX     |        |        |        |        |        |        |        |        |        |        |        |        |           |
| 26.º      | 43     | Papi Noel    | SD     | IM     | SD     | IM     | ZR     | SZ     | ZR     | SZ     | SD     | IM     | ZR     | SZ     | SD     | IM     | SD     | IM     | ZR     | EX     |        |        |        |        |        |        |        |        |        |        |        |        |           |
| 27.º      | 35     | Guilherme F. | SD     | IM     | SD     | IM     | SD     | IM     | ZR     | SZ     | SD     | IM     | DC     | IM     | IM     | IM     | SD     | IM     | ZR     | EX     |        |        |        |        |        |        |        |        |        |        |        |        |           |
| 28.º      | 53     | Barbara      | SD     | IM     | SD     | IM     | ZR     | SZ     | ZR     | SZ     | ZR     | SZ     | SD     | IM     | ZR     | SD     | ZR     | EX     |        |        |        |        |        |        |        |        |        |        |        |        |        |        |           |
| 29.º      | 21     | Raphaella    | SD     | IM     | SD     | IM     | SD     | IM     | SD     | IM     | ZR     | SZ     | ZR     | SZ     | ZR     | SD     | ZR     | EX     |        |        |        |        |        |        |        |        |        |        |        |        |        |        |           |
| 30.º      | 84     | Giovani      | SD     | IM     | SD     | IM     | ZR     | SD     | SD     | IM     | SD     | IM     | ZR     | SZ     | SD     | IM     | ZR     | EX     |        |        |        |        |        |        |        |        |        |        |        |        |        |        |           |
| 31.º      | 65     | Nely         | ZR     | SZ     | ZR     | SZ     | SD     | IM     | SD     | IM     | SD     | IM     | ZR     | SZ     | SD     | IM     | ZR     | EX     |        |        |        |        |        |        |        |        |        |        |        |        |        |        |           |
| 32.º      | 95     | Mau          | SD     | IM     | ZR     | SZ     | ZR     | SD     | SD     | IM     | ZR     | SZ     | SD     | IM     | SD     | IM     | ZR     | DT     |        |        |        |        |        |        |        |        |        |        |        |        |        |        |           |
| 33.º      | 33     | Gui          | ZR     | SZ     | ZR     | SZ     | SD     | IM     | SD     | IM     | SD     | IM     | ZR     | SZ     | SD     | IM     | DE     |        |        |        |        |        |        |        |        |        |        |        |        |        |        |        |           |
| 34.º      | 69     | Sue          | ZR     | SZ     | ZR     | SZ     | SD     | IM     | SD     | IM     | ZR     | SZ     | ZR     | SZ     | ZR     | EX     |        |        |        |        |        |        |        |        |        |        |        |        |        |        |        |        |           |
| 35.º      | 38     | Lucas        | SD     | IM     | SD     | IM     | ZR     | SD     | ZR     | SZ     | SD     | IM     | SD     | IM     | ZR     | EX     |        |        |        |        |        |        |        |        |        |        |        |        |        |        |        |        |           |
| 36.º      | 85     | Thony        | ZR     | SZ     | SD     | IM     | ZR     | SZ     | SD     | IM     | ZR     | SZ     | ZR     | SZ     | ZR     | EX     |        |        |        |        |        |        |        |        |        |        |        |        |        |        |        |        |           |
| 37.º      | 66     | Patrícia     | ZR     | SZ     | ZR     | SZ     | ZR     | SD     | SD     | IM     | ZR     | SZ     | ZR     | SZ     | ZR     | EX     |        |        |        |        |        |        |        |        |        |        |        |        |        |        |        |        |           |
| 38.º      | 68     | Reiko        | SD     | IM     | ZR     | SZ     | ZR     | SD     | SD     | IM     | SD     | IM     | ZR     | SZ     | ZR     | EX     |        |        |        |        |        |        |        |        |        |        |        |        |        |        |        |        |           |
| 39.º      | 88     | Ivan         | SD     | IM     | ZR     | SZ     | ZR     | SZ     | SD     | IM     | ZR     | SZ     | ZR     | SZ     | ZR     | EX     |        |        |        |        |        |        |        |        |        |        |        |        |        |        |        |        |           |
| 40.º      | 24     | Titi         | SD     | IM     | SD     | IM     | DC     | IM     | IM     | IM     | SD     | IM     | SD     | IM     | ZR     | RE     |        |        |        |        |        |        |        |        |        |        |        |        |        |        |        |        |           |
| 41.º      | 94     | Mattioli     | ZR     | SZ     | SD     | IM     | ZR     | SZ     | SD     | IM     | DC     | IM     | IM     | IM     | ZR     | DE     |        |        |        |        |        |        |        |        |        |        |        |        |        |        |        |        |           |
| 42.º      | 42     | Miguel       | SD     | IM     | SD     | IM     | ZR     | SD     | SD     | IM     | SD     | IM     | SD     | IM     | DE     |        |        |        |        |        |        |        |        |        |        |        |        |        |        |        |        |        |           |
| 43.º      | 63     | Luiza        | ZR     | SZ     | ZR     | SZ     | SD     | IM     | SD     | IM     | SD     | IM     | SD     | IM     | DE     |        |        |        |        |        |        |        |        |        |        |        |        |        |        |        |        |        |           |
| 44.º      | 13     | Eliane       | ZR     | SZ     | SD     | IM     | SD     | IM     | SD     | IM     | SD     | IM     | ZR     | EX     |        |        |        |        |        |        |        |        |        |        |        |        |        |        |        |        |        |        |           |
| 45.º      | 71     | Tati         | SD     | IM     | SD     | IM     | SD     | IM     | ZR     | SZ     | ZR     | SZ     | ZR     | EX     |        |        |        |        |        |        |        |        |        |        |        |        |        |        |        |        |        |        |           |
| 46.º      | 3      | Nathana      | SD     | IM     | SD     | IM     | SD     | IM     | SD     | IM     | SD     | IM     | ZR     | EX     |        |        |        |        |        |        |        |        |        |        |        |        |        |        |        |        |        |        |           |
| 47.º      | 39     | Marcelo      | SD     | IM     | SD     | IM     | SD     | IM     | SD     | IM     | SD     | IM     | ZR     | EX     |        |        |        |        |        |        |        |        |        |        |        |        |        |        |        |        |        |        |           |
| 48.º      | 47     | Rodrigo      | SD     | IM     | SD     | IM     | SD     | IM     | SD     | IM     | SD     | IM     | ZR     | EX     |        |        |        |        |        |        |        |        |        |        |        |        |        |        |        |        |        |        |           |
| 49.º      | 97     | Rômulo       | SD     | IM     | ZR     | SZ     | SD     | IM     | SD     | IM     | ZR     | SZ     | ZR     | DT     |        |        |        |        |        |        |        |        |        |        |        |        |        |        |        |        |        |        |           |
| 50.º      | 54     | Beatriz      | SD     | IM     | SD     | IM     | ZR     | SZ     | ZR     | SZ     | ZR     | SZ     | ZR     | DT     |        |        |        |        |        |        |        |        |        |        |        |        |        |        |        |        |        |        |           |
| 51.º      | 11     | Kelly        | ZR     | SZ     | DC     | IM     | IM     | IM     | SD     | IM     | SD     | IM     | ZR     | DT     |        |        |        |        |        |        |        |        |        |        |        |        |        |        |        |        |        |        |           |
| 52.º      | 2      | Amaralina    | ZR     | SZ     | SD     | IM     | ZR     | SZ     | ZR     | SZ     | SD     | IM     | ZR     | DT     |        |        |        |        |        |        |        |        |        |        |        |        |        |        |        |        |        |        |           |
| 53.º      | 41     | Maurício B.  | SD     | IM     | SD     | IM     | ZR     | SD     | SD     | IM     | SD     | IM     | ZR     | RE     |        |        |        |        |        |        |        |        |        |        |        |        |        |        |        |        |        |        |           |
| 54.º      | 70     | Tainara      | ZR     | SZ     | ZR     | SZ     | SD     | IM     | ZR     | SZ     | ZR     | EX     |        |        |        |        |        |        |        |        |        |        |        |        |        |        |        |        |        |        |        |        |           |
| 55.º      | 20     | Marcele      | SD     | IM     | ZR     | SZ     | SD     | IM     | SD     | IM     | ZR     | EX     |        |        |        |        |        |        |        |        |        |        |        |        |        |        |        |        |        |        |        |        |           |
| 56.º      | 48     | Sal          | SD     | IM     | SD     | IM     | ZR     | SZ     | ZR     | SZ     | ZR     | EX     |        |        |        |        |        |        |        |        |        |        |        |        |        |        |        |        |        |        |        |        |           |
| 57.º      | 67     | Rafa         | SD     | IM     | SD     | IM     | SD     | IM     | SD     | IM     | ZR     | EX     |        |        |        |        |        |        |        |        |        |        |        |        |        |        |        |        |        |        |        |        |           |
| 58.º      | 55     | Bru          | SD     | IM     | SD     | IM     | ZR     | SD     | SD     | IM     | ZR     | EX     |        |        |        |        |        |        |        |        |        |        |        |        |        |        |        |        |        |        |        |        |           |
| 59.º      | 10     | Dione        | ZR     | SZ     | SD     | IM     | SD     | IM     | SD     | IM     | ZR     | EX     |        |        |        |        |        |        |        |        |        |        |        |        |        |        |        |        |        |        |        |        |           |
| 60.º      | 40     | Marco        | ZR     | SZ     | SD     | IM     | SD     | IM     | ZR     | EX     |        |        |        |        |        |        |        |        |        |        |        |        |        |        |        |        |        |        |        |        |        |        |           |
| 61.º      | 92     | Junior       | DC     | IM     | IM     | IM     | SD     | IM     | ZR     | EX     |        |        |        |        |        |        |        |        |        |        |        |        |        |        |        |        |        |        |        |        |        |        |           |
| 62.º      | 8      | Carol K.     | ZR     | SZ     | SD     | IM     | SD     | IM     | ZR     | EX     |        |        |        |        |        |        |        |        |        |        |        |        |        |        |        |        |        |        |        |        |        |        |           |
| 63.º      | 27     | Arlindo      | SD     | IM     | SD     | IM     | ZR     | SD     | ZR     | EX     |        |        |        |        |        |        |        |        |        |        |        |        |        |        |        |        |        |        |        |        |        |        |           |
| 64.º      | 82     | Du           | SD     | IM     | SD     | IM     | ZR     | SD     | ZR     | EX     |        |        |        |        |        |        |        |        |        |        |        |        |        |        |        |        |        |        |        |        |        |        |           |
| 65.º      | 50     | Ti Borba     | SD     | IM     | SD     | IM     | SD     | IM     | ZR     | EX     |        |        |        |        |        |        |        |        |        |        |        |        |        |        |        |        |        |        |        |        |        |        |           |
| 66.º      | 64     | Monick       | SD     | IM     | SD     | IM     | SD     | IM     | ZR     | EX     |        |        |        |        |        |        |        |        |        |        |        |        |        |        |        |        |        |        |        |        |        |        |           |
| 67.º      | 86     | Guto         | ZR     | SZ     | ZR     | SZ     | SD     | IM     | ZR     | EX     |        |        |        |        |        |        |        |        |        |        |        |        |        |        |        |        |        |        |        |        |        |        |           |
| 68.º      | 93     | Gustavo      | SD     | IM     | SD     | IM     | SD     | IM     | ZR     | EX     |        |        |        |        |        |        |        |        |        |        |        |        |        |        |        |        |        |        |        |        |        |        |           |
| 69.º      | 90     | Jean         | SD     | IM     | ZR     | SZ     | SD     | IM     | ZR     | EX     |        |        |        |        |        |        |        |        |        |        |        |        |        |        |        |        |        |        |        |        |        |        |           |
| 70.º      | 1      | Ale          | ZR     | SZ     | ZR     | SZ     | ZR     | SZ     | ZR     | EX     |        |        |        |        |        |        |        |        |        |        |        |        |        |        |        |        |        |        |        |        |        |        |           |
| 71.º      | 31     | Eduardo      | SD     | IM     | SD     | IM     | SD     | IM     | SD     | DE     |        |        |        |        |        |        |        |        |        |        |        |        |        |        |        |        |        |        |        |        |        |        |           |
| 72.º      | 91     | Joca         | ZR     | SZ     | ZR     | SZ     | SD     | IM     | DE     |        |        |        |        |        |        |        |        |        |        |        |        |        |        |        |        |        |        |        |        |        |        |        |           |
| 73.º      | 59     | Flavia       | ZR     | SZ     | SD     | IM     | ZR     | SD     | DE     |        |        |        |        |        |        |        |        |        |        |        |        |        |        |        |        |        |        |        |        |        |        |        |           |
| 74.º      | 7      | Carol        | SD     | IM     | SD     | IM     | ZR     | EX     |        |        |        |        |        |        |        |        |        |        |        |        |        |        |        |        |        |        |        |        |        |        |        |        |           |
| 75.º      | 36     | Julio        | ZR     | SZ     | SD     | IM     | ZR     | EX     |        |        |        |        |        |        |        |        |        |        |        |        |        |        |        |        |        |        |        |        |        |        |        |        |           |
| 76.º      | 23     | Tânia        | ZR     | SZ     | ZR     | SZ     | ZR     | EX     |        |        |        |        |        |        |        |        |        |        |        |        |        |        |        |        |        |        |        |        |        |        |        |        |           |
| 77.º      | 83     | Eliedson     | SD     | IM     | ZR     | SZ     | ZR     | EX     |        |        |        |        |        |        |        |        |        |        |        |        |        |        |        |        |        |        |        |        |        |        |        |        |           |
| 78.º      | 37     | Leonardo     | SD     | IM     | ZR     | SZ     | ZR     | EX     |        |        |        |        |        |        |        |        |        |        |        |        |        |        |        |        |        |        |        |        |        |        |        |        |           |
| 79.º      | 87     | Helder       | ZR     | SZ     | SD     | IM     | ZR     | EX     |        |        |        |        |        |        |        |        |        |        |        |        |        |        |        |        |        |        |        |        |        |        |        |        |           |
| 80.º      | 29     | Dan          | ZR     | SZ     | SD     | IM     | SD     | DE     |        |        |        |        |        |        |        |        |        |        |        |        |        |        |        |        |        |        |        |        |        |        |        |        |           |
| 81.º      | 30     | Diego        | ZR     | SZ     | SD     | IM     | DE     |        |        |        |        |        |        |        |        |        |        |        |        |        |        |        |        |        |        |        |        |        |        |        |        |        |           |
| 82.º      | 12     | Dory         | SD     | IM     | ZR     | SZ     | DE     |        |        |        |        |        |        |        |        |        |        |        |        |        |        |        |        |        |        |        |        |        |        |        |        |        |           |
| 83.º      | 78     | Antonio      | ZR     | SZ     | ZR     | EX     |        |        |        |        |        |        |        |        |        |        |        |        |        |        |        |        |        |        |        |        |        |        |        |        |        |        |           |
| 84.º      | 26     | Allex L.     | SD     | IM     | ZR     | EX     |        |        |        |        |        |        |        |        |        |        |        |        |        |        |        |        |        |        |        |        |        |        |        |        |        |        |           |
| 85.º      | 25     | Vanessa      | SD     | IM     | ZR     | EX     |        |        |        |        |        |        |        |        |        |        |        |        |        |        |        |        |        |        |        |        |        |        |        |        |        |        |           |
| 86.º      | 6      | Bia          | SD     | IM     | ZR     | EX     |        |        |        |        |        |        |        |        |        |        |        |        |        |        |        |        |        |        |        |        |        |        |        |        |        |        |           |
| 87.º      | 96     | Edilson      | SD     | IM     | ZR     | EX     |        |        |        |        |        |        |        |        |        |        |        |        |        |        |        |        |        |        |        |        |        |        |        |        |        |        |           |
| 88.º      | 16     | Gisele       | ZR     | SZ     | SD     | RE     |        |        |        |        |        |        |        |        |        |        |        |        |        |        |        |        |        |        |        |        |        |        |        |        |        |        |           |
| 89.º      | 32     | Mauricio S.  | SD     | IM     | SD     | RE     |        |        |        |        |        |        |        |        |        |        |        |        |        |        |        |        |        |        |        |        |        |        |        |        |        |        |           |
| 90.º      | 52     | Andreza      | SD     | IM     | ZR     | DE     |        |        |        |        |        |        |        |        |        |        |        |        |        |        |        |        |        |        |        |        |        |        |        |        |        |        |           |
| 91.º      | 51     | Adeline      | SD     | IM     | SD     | DE     |        |        |        |        |        |        |        |        |        |        |        |        |        |        |        |        |        |        |        |        |        |        |        |        |        |        |           |
| 92.º      | 98     | Victor       | ZR     | SZ     | SD     | DE     |        |        |        |        |        |        |        |        |        |        |        |        |        |        |        |        |        |        |        |        |        |        |        |        |        |        |           |
| 93.º      | 62     | Lauriane     | ZR     | EX     |        |        |        |        |        |        |        |        |        |        |        |        |        |        |        |        |        |        |        |        |        |        |        |        |        |        |        |        |           |
| 94.º      | 58     | Ellen        | SD     | DE     |        |        |        |        |        |        |        |        |        |        |        |        |        |        |        |        |        |        |        |        |        |        |        |        |        |        |        |        |           |
| 95.º      | 99     | Vini         | ZR     | RE     |        |        |        |        |        |        |        |        |        |        |        |        |        |        |        |        |        |        |        |        |        |        |        |        |        |        |        |        |           |
| 96.º      | 80     | Danilo       | ZR     | DE     |        |        |        |        |        |        |        |        |        |        |        |        |        |        |        |        |        |        |        |        |        |        |        |        |        |        |        |        |           |
| 97.º      | 100    | Will         | ZR     | DE     |        |        |        |        |        |        |        |        |        |        |        |        |        |        |        |        |        |        |        |        |        |        |        |        |        |        |        |        |           |
| 98.º      | 22     | Samantha     | DE     |        |        |        |        |        |        |        |        |        |        |        |        |        |        |        |        |        |        |        |        |        |        |        |        |        |        |        |        |        |           |
| 99.º      | 74     | Sarah        | DE     |        |        |        |        |        |        |        |        |        |        |        |        |        |        |        |        |        |        |        |        |        |        |        |        |        |        |        |        |        |           |
| 100.º     | 15     | Gabriele     | DE     |        |        |        |        |        |        |        |        |        |        |        |        |        |        |        |        |        |        |        |        |        |        |        |        |        |        |        |        |        |           |

Legenda
     (VENCEDOR) Vencedor da competição
     (2.º LUGAR) Segundo lugar
     (SD) Salvos do Desafio (painel verde)
     (ZR) Zona de Risco (painel vermelho)
     (DC) Dono da Casa
     (IM) Imune
     (SZ) Salvo da Zona de Risco
     (DE) Desistente
     (DT) Desistente por Tentação
     (EX) Expulso da Casa (eliminado)
     (RE) Retirado da Casa
     (EA) Eliminado automaticamente (expulsão)

### Votação
| Dono da Casa da Semana        | Dono da Casa da Semana        | Junior | Kelly | Titi | Adriano | Mattioli                                                                                                   | Guilherme F. | Thiago | Alex G. | Rayllan | Thais G.                                                                                  | (nenhum)                                                                                  | (nenhum)                                                | (nenhum)                              | (nenhum)                           | (nenhum)                            | (nenhum)                           |  |  |
| Vencedor da Prova de Salvação | Vencedor da Prova de Salvação | (nenhum) | (nenhum) | Anna Arlindo Bru Charles Du Flavia Giovani Lucas Mau Maurício B. Miguel Patrícia Reiko                                                                | (nenhum) | (nenhum)                                                                                                   | (nenhum) | Barbara Patrick Raphaella Titi                                                                             | (nenhum) | (nenhum) | (nenhum)                                                                                  | Alex G. Bruna Cezar Charles Isa Magé                                                      | Thais G.                                                | Thais G.                              | Isa                                | Thais G.                            | (nenhum)                           |  |  |
|                               |                               | | | | | | | | | |                                                                                           |                                                                                           |                                                         |                                       |                                    |                                     |                                    |  |  |
| 72                            | Thais G.                      | Salva | Salva | Salva | Zona de Risco | Salva | Zona de Risco | Salva | Zona de Risco | Salva | Dona da Casa                                                                              | Imune                                                                                     | Salva                                                   | Salva                                 | Zona de Risco                      | Sem votação                         | Vencedora (Final)                  |  |  |
| 60                            | Isa                           | Salva | Zona de Risco | Salva | Salva | Salva | Zona de Risco | Salva | Zona de Risco | Salva | Salva                                                                                     | Salva                                                                                     | Zona de Risco                                           | Zona de Risco                         | Salva                              | Sem votação                         | 2º lugar (Final)                   |  |  |
| 77                            | Alex G.                       | Salvo | Salvo | Salvo | Salvo | Salvo | Zona de Risco | Salvo | Dono da Casa | Imune | Zona de Risco                                                                             | Salvo                                                                                     | Zona de Risco                                           | Zona de Risco                         | Zona de Risco                      | Sem votação                         | Expulso (Semana 11)                |  |  |
| 56                            | Bruna                         | Salva | Salva | Salva | Zona de Risco | Salva | Zona de Risco | Salva | Zona de Risco | Salva | Zona de Risco                                                                             | Salva                                                                                     | Zona de Risco                                           | Zona de Risco                         | Zona de Risco                      | Expulsa (Semana 11)                 | Expulsa (Semana 11)                |  |  |
| 79                            | Charles                       | Salvo | Salvo | Salvo | Salvo | Salvo | Zona de Risco | Salvo | Zona de Risco | Salvo | Zona de Risco                                                                             | Salvo                                                                                     | Zona de Risco                                           | Zona de Risco                         | Expulso (Semana 10)                | Expulso (Semana 10)                 | Expulso (Semana 10)                |  |  |
| 19                            | Magé                          | Zona de Risco | Zona de Risco | Salva | Salva | Salva | Zona de Risco | Salva | Zona de Risco | Salva | Salva                                                                                     | Salva                                                                                     | Zona de Risco                                           | Zona de Risco                         | Expulsa (Semana 10)                | Expulsa (Semana 10)                 | Expulsa (Semana 10)                |  |  |
| 73                            | Thais V.                      | Zona de Risco | Salva | Salva | Salva | Salva | Zona de Risco | Zona de Risco                                                                                              | Zona de Risco | Zona de Risco | Salva                                                                                     | Zona de Risco                                                                             | Zona de Risco                                           | Expulsa (Semana 10)                   | Expulsa (Semana 10)                | Expulsa (Semana 10)                 | Expulsa (Semana 10)                |  |  |
| 75                            | Vivian                        | Salva | Salva | Salva | Salva | Salva | Zona de Risco | Zona de Risco                                                                                              | Salva | Zona de Risco | Salva                                                                                     | Zona de Risco                                                                             | Zona de Risco                                           | Expulsa (Semana 10)                   | Expulsa (Semana 10)                | Expulsa (Semana 10)                 | Expulsa (Semana 10)                |  |  |
| 9                             | Claianne                      | Salva | Zona de Risco | Zona de Risco | Salva | Salva | Zona de Risco | Zona de Risco                                                                                              | Zona de Risco | Zona de Risco | Salva                                                                                     | Zona de Risco                                                                             | Zona de Risco                                           | Expulsa (Semana 10)                   | Expulsa (Semana 10)                | Expulsa (Semana 10)                 | Expulsa (Semana 10)                |  |  |
| 45                            | Rayllan                       | Salvo | Salvo | Salvo | Salvo | Salvo | Salvo | Salvo | Salvo | Dono da Casa | Imune                                                                                     | Zona de Risco                                                                             | Expulso (Semana 10)                                     | Expulso (Semana 10)                   | Expulso (Semana 10)                | Expulso (Semana 10)                 | Expulso (Semana 10)                |  |  |
| 28                            | Cezar                         | Zona de Risco | Zona de Risco | Zona de Risco | Salvo | Salvo | Zona de Risco | Zona de Risco                                                                                              | Salvo | Zona de Risco | Salvo                                                                                     | Salvo                                                                                     | Expulso (Semana 10)                                     | Expulso (Semana 10)                   | Expulso (Semana 10)                | Expulso (Semana 10)                 | Expulso (Semana 10)                |  |  |
| 76                            | Adriano                       | Salvo | Salvo | Salvo | Dona da Casa | Imune | Zona de Risco | Zona de Risco                                                                                              | Salvo | Salvo | Salvo                                                                                     | Zona de Risco                                                                             | Expulso (Semana 10)                                     | Expulso (Semana 10)                   | Expulso (Semana 10)                | Expulso (Semana 10)                 | Expulso (Semana 10)                |  |  |
| 5                             | Anna                          | Salva | Salva | Salva | Salva | Salva | Zona de Risco | Zona de Risco                                                                                              | Salva | Zona de Risco | Salva                                                                                     | Zona de Risco                                                                             | Expulsa (Semana 10)                                     | Expulsa (Semana 10)                   | Expulsa (Semana 10)                | Expulsa (Semana 10)                 | Expulsa (Semana 10)                |  |  |
| 89                            | Jan                           | Salvo | Zona de Risco | Salvo | Salvo | Salvo | Salvo | Zona de Risco                                                                                              | Salvo | Zona de Risco | Zona de Risco                                                                             | Expulso (Semana 10)                                                                       | Expulso (Semana 10)                                     | Expulso (Semana 10)                   | Expulso (Semana 10)                | Expulso (Semana 10)                 | Expulso (Semana 10)                |  |  |
| 81                            | Digu                          | Zona de Risco | Zona de Risco | Salvo | Zona de Risco | Salvo | Zona de Risco | Salvo | Zona de Risco | Zona de Risco | Zona de Risco                                                                             | Expulso (Semana 10)                                                                       | Expulso (Semana 10)                                     | Expulso (Semana 10)                   | Expulso (Semana 10)                | Expulso (Semana 10)                 | Expulso (Semana 10)                |  |  |
| 61                            | Lolla                         | Zona de Risco | Zona de Risco | Salva | Zona de Risco | Zona de Risco                                                                                              | Zona de Risco | Salva | Salva | Salva | Zona de Risco                                                                             | Expulsa (Semana 10)                                                                       | Expulsa (Semana 10)                                     | Expulsa (Semana 10)                   | Expulsa (Semana 10)                | Expulsa (Semana 10)                 | Expulsa (Semana 10)                |  |  |
| 49                            | Thiago                        | Salvo | Salvo | Salvo | Zona de Risco | Salvo | Zona de Risco | Dono da Casa                                                                                               | Imune | Zona de Risco | Zona de Risco                                                                             | Expulso (Semana 10)                                                                       | Expulso (Semana 10)                                     | Expulso (Semana 10)                   | Expulso (Semana 10)                | Expulso (Semana 10)                 | Expulso (Semana 10)                |  |  |
| 46                            | Richard                       | Salvo | Salvo | Salvo | Salvo | Salvo | Zona de Risco | Zona de Risco                                                                                              | Zona de Risco | Salvo | Zona de Risco                                                                             | Expulso (Semana 10)                                                                       | Expulso (Semana 10)                                     | Expulso (Semana 10)                   | Expulso (Semana 10)                | Expulso (Semana 10)                 | Expulso (Semana 10)                |  |  |
| 34                            | Guilherme C.                  | Salvo | Salvo | Zona de Risco | Salvo | Salvo | Salvo | Salvo | Zona de Risco | Zona de Risco | Zona de Risco                                                                             | Expulso (Semana 10)                                                                       | Expulso (Semana 10)                                     | Expulso (Semana 10)                   | Expulso (Semana 10)                | Expulso (Semana 10)                 | Expulso (Semana 10)                |  |  |
| 18                            | Luana                         | Salva | Zona de Risco | Salva | Zona de Risco | Salva | Zona de Risco | Zona de Risco                                                                                              | Salva | Zona de Risco | Zona de Risco                                                                             | Expulsa (Semana 10)                                                                       | Expulsa (Semana 10)                                     | Expulsa (Semana 10)                   | Expulsa (Semana 10)                | Expulsa (Semana 10)                 | Expulsa (Semana 10)                |  |  |
| 17                            | Karina                        | Salva | Zona de Risco | Salva | Salva | Salva | Zona de Risco | Salva | Salva | Zona de Risco | Zona de Risco                                                                             | Expulsa (Semana 10)                                                                       | Expulsa (Semana 10)                                     | Expulsa (Semana 10)                   | Expulsa (Semana 10)                | Expulsa (Semana 10)                 | Expulsa (Semana 10)                |  |  |
| 14                            | Gabi                          | Salva | Salva | Salva | Salva | Salva | Zona de Risco | Salva | Salva | Zona de Risco | Zona de Risco                                                                             | Expulsa (Semana 10)                                                                       | Expulsa (Semana 10)                                     | Expulsa (Semana 10)                   | Expulsa (Semana 10)                | Expulsa (Semana 10)                 | Expulsa (Semana 10)                |  |  |
| 4                             | Angela                        | Zona de Risco | Zona de Risco | Zona de Risco | Salva | Salva | Salva | Salva | Salva | Zona de Risco | Zona de Risco                                                                             | Expulsa (Semana 10)                                                                       | Expulsa (Semana 10)                                     | Expulsa (Semana 10)                   | Expulsa (Semana 10)                | Expulsa (Semana 10)                 | Expulsa (Semana 10)                |  |  |
| 44                            | Patrick                       | Salvo | Salvo | Zona de Risco | Salvo | Salvo | Zona de Risco | Salvo | Salvo | Zona de Risco | Expulso (Semana 9)                                                                        | Expulso (Semana 9)                                                                        | Expulso (Semana 9)                                      | Expulso (Semana 9)                    | Expulso (Semana 9)                 | Expulso (Semana 9)                  | Expulso (Semana 9)                 |  |  |
| 57                            | Cell                          | Salva | Salva | Salva | Salva | Salva | Zona de Risco | Salva | Zona de Risco | Zona de Risco | Expulsa (Semana 9)                                                                        | Expulsa (Semana 9)                                                                        | Expulsa (Semana 9)                                      | Expulsa (Semana 9)                    | Expulsa (Semana 9)                 | Expulsa (Semana 9)                  | Expulsa (Semana 9)                 |  |  |
| 43                            | Papi Noel                     | Salvo | Salvo | Zona de Risco | Zona de Risco | Salvo | Zona de Risco | Salvo | Salvo | Zona de Risco | Expulso (Semana 9)                                                                        | Expulso (Semana 9)                                                                        | Expulso (Semana 9)                                      | Expulso (Semana 9)                    | Expulso (Semana 9)                 | Expulso (Semana 9)                  | Expulso (Semana 9)                 |  |  |
| 35                            | Guilherme F.                  | Salvo | Salvo | Salvo | Zona de Risco | Salvo | Dono da Casa | Imune | Salvo | Zona de Risco | Expulso (Semana 9)                                                                        | Expulso (Semana 9)                                                                        | Expulso (Semana 9)                                      | Expulso (Semana 9)                    | Expulso (Semana 9)                 | Expulso (Semana 9)                  | Expulso (Semana 9)                 |  |  |
| 53                            | Barbara                       | Salva | Salva | Zona de Risco | Zona de Risco | Zona de Risco                                                                                              | Salva | Salva | Zona de Risco | Expulsa (Semana 8) | Expulsa (Semana 8)                                                                        | Expulsa (Semana 8)                                                                        | Expulsa (Semana 8)                                      | Expulsa (Semana 8)                    | Expulsa (Semana 8)                 | Expulsa (Semana 8)                  | Expulsa (Semana 8)                 |  |  |
| 21                            | Raphaella                     | Salva | Salva | Salva | Salva | Zona de Risco                                                                                              | Zona de Risco | Salva | Zona de Risco | Expulsa (Semana 8) | Expulsa (Semana 8)                                                                        | Expulsa (Semana 8)                                                                        | Expulsa (Semana 8)                                      | Expulsa (Semana 8)                    | Expulsa (Semana 8)                 | Expulsa (Semana 8)                  | Expulsa (Semana 8)                 |  |  |
| 84                            | Giovani                       | Salvo | Salvo | Salvo | Salvo | Salvo | Zona de Risco | Salvo | Zona de Risco | Expulso (Semana 8) | Expulso (Semana 8)                                                                        | Expulso (Semana 8)                                                                        | Expulso (Semana 8)                                      | Expulso (Semana 8)                    | Expulso (Semana 8)                 | Expulso (Semana 8)                  | Expulso (Semana 8)                 |  |  |
| 65                            | Nely                          | Zona de Risco | Zona de Risco | Salva | Salva | Salva | Zona de Risco | Salva | Zona de Risco | Expulsa (Semana 8) | Expulsa (Semana 8)                                                                        | Expulsa (Semana 8)                                                                        | Expulsa (Semana 8)                                      | Expulsa (Semana 8)                    | Expulsa (Semana 8)                 | Expulsa (Semana 8)                  | Expulsa (Semana 8)                 |  |  |
| 95                            | Mau                           | Salvo | Zona de Risco | Salvo | Salvo | Zona de Risco                                                                                              | Salvo | Salvo | Zona de Risco | Desistente por Tentação (Semana 8)                                                                                            | Desistente por Tentação (Semana 8)                                                        | Desistente por Tentação (Semana 8)                                                        | Desistente por Tentação (Semana 8)                      | Desistente por Tentação (Semana 8)    | Desistente por Tentação (Semana 8) | Desistente por Tentação (Semana 8)  | Desistente por Tentação (Semana 8) |  |  |
| 33                            | Gui                           | Zona de Risco | Zona de Risco | Salvo | Salvo | Salvo | Zona de Risco | Salvo | Desistente (Semana 8)                                                                                               | Desistente (Semana 8) | Desistente (Semana 8)                                                                     | Desistente (Semana 8)                                                                     | Desistente (Semana 8)                                   | Desistente (Semana 8)                 | Desistente (Semana 8)              | Desistente (Semana 8)               | Desistente (Semana 8)              |  |  |
| 69                            | Sue                           | Zona de Risco | Zona de Risco | Salva | Salva | Zona de Risco                                                                                              | Zona de Risco | Zona de Risco                                                                                              | Expulsa (Semana 7)                                                                                                  | Expulsa (Semana 7) | Expulsa (Semana 7)                                                                        | Expulsa (Semana 7)                                                                        | Expulsa (Semana 7)                                      | Expulsa (Semana 7)                    | Expulsa (Semana 7)                 | Expulsa (Semana 7)                  | Expulsa (Semana 7)                 |  |  |
| 38                            | Lucas                         | Salvo | Salvo | Salvo | Zona de Risco | Salvo | Salvo | Zona de Risco                                                                                              | Expulso (Semana 7)                                                                                                  | Expulso (Semana 7) | Expulso (Semana 7)                                                                        | Expulso (Semana 7)                                                                        | Expulso (Semana 7)                                      | Expulso (Semana 7)                    | Expulso (Semana 7)                 | Expulso (Semana 7)                  | Expulso (Semana 7)                 |  |  |
| 85                            | Thony                         | Zona de Risco | Salvo | Zona de Risco | Salvo | Zona de Risco                                                                                              | Zona de Risco | Zona de Risco                                                                                              | Expulso (Semana 7)                                                                                                  | Expulso (Semana 7) | Expulso (Semana 7)                                                                        | Expulso (Semana 7)                                                                        | Expulso (Semana 7)                                      | Expulso (Semana 7)                    | Expulso (Semana 7)                 | Expulso (Semana 7)                  | Expulso (Semana 7)                 |  |  |
| 66                            | Patrícia                      | Zona de Risco | Zona de Risco | Salva | Salva | Zona de Risco                                                                                              | Zona de Risco | Zona de Risco                                                                                              | Expulsa (Semana 7)                                                                                                  | Expulsa (Semana 7) | Expulsa (Semana 7)                                                                        | Expulsa (Semana 7)                                                                        | Expulsa (Semana 7)                                      | Expulsa (Semana 7)                    | Expulsa (Semana 7)                 | Expulsa (Semana 7)                  | Expulsa (Semana 7)                 |  |  |
| 68                            | Reiko                         | Salva | Zona de Risco | Salva | Salva | Salva | Zona de Risco | Zona de Risco                                                                                              | Expulsa (Semana 7)                                                                                                  | Expulsa (Semana 7) | Expulsa (Semana 7)                                                                        | Expulsa (Semana 7)                                                                        | Expulsa (Semana 7)                                      | Expulsa (Semana 7)                    | Expulsa (Semana 7)                 | Expulsa (Semana 7)                  | Expulsa (Semana 7)                 |  |  |
| 88                            | Ivan                          | Salvo | Zona de Risco | Zona de Risco | Salvo | Zona de Risco                                                                                              | Zona de Risco | Zona de Risco                                                                                              | Expulso (Semana 7)                                                                                                  | Expulso (Semana 7) | Expulso (Semana 7)                                                                        | Expulso (Semana 7)                                                                        | Expulso (Semana 7)                                      | Expulso (Semana 7)                    | Expulso (Semana 7)                 | Expulso (Semana 7)                  | Expulso (Semana 7)                 |  |  |
| 24                            | Titi                          | Salva | Salva | Dona da Casa | Imune | Salva | Salva | Salva | Retirada (Semana 7)                                                                                                 | Retirada (Semana 7) | Retirada (Semana 7)                                                                       | Retirada (Semana 7)                                                                       | Retirada (Semana 7)                                     | Retirada (Semana 7)                   | Retirada (Semana 7)                | Retirada (Semana 7)                 | Retirada (Semana 7)                |  |  |
| 94                            | Mattioli                      | Zona de Risco | Salvo | Zona de Risco | Salvo | Dono da Casa                                                                                               | Imune | Zona de Risco                                                                                              | Desistente (Semana 7)                                                                                               | Desistente (Semana 7) | Desistente (Semana 7)                                                                     | Desistente (Semana 7)                                                                     | Desistente (Semana 7)                                   | Desistente (Semana 7)                 | Desistente (Semana 7)              | Desistente (Semana 7)               | Desistente (Semana 7)              |  |  |
| 42                            | Miguel                        | Salvo | Salvo | Salvo | Salvo | Salvo | Salvo | Desistente (Semana 7)                                                                                      | Desistente (Semana 7)                                                                                               | Desistente (Semana 7) | Desistente (Semana 7)                                                                     | Desistente (Semana 7)                                                                     | Desistente (Semana 7)                                   | Desistente (Semana 7)                 | Desistente (Semana 7)              | Desistente (Semana 7)               | Desistente (Semana 7)              |  |  |
| 63                            | Luiza                         | Zona de Risco | Zona de Risco | Salva | Salva | Salva | Salva | Desistente (Semana 7)                                                                                      | Desistente (Semana 7)                                                                                               | Desistente (Semana 7) | Desistente (Semana 7)                                                                     | Desistente (Semana 7)                                                                     | Desistente (Semana 7)                                   | Desistente (Semana 7)                 | Desistente (Semana 7)              | Desistente (Semana 7)               | Desistente (Semana 7)              |  |  |
| 13                            | Eliane                        | Zona de Risco | Salva | Salva | Salva | Salva | Zona de Risco | Expulsa (Semana 6)                                                                                         | Expulsa (Semana 6)                                                                                                  | Expulsa (Semana 6) | Expulsa (Semana 6)                                                                        | Expulsa (Semana 6)                                                                        | Expulsa (Semana 6)                                      | Expulsa (Semana 6)                    | Expulsa (Semana 6)                 | Expulsa (Semana 6)                  | Expulsa (Semana 6)                 |  |  |
| 71                            | Tati                          | Salva | Salva | Salva | Zona de Risco | Zona de Risco                                                                                              | Zona de Risco | Expulsa (Semana 6)                                                                                         | Expulsa (Semana 6)                                                                                                  | Expulsa (Semana 6) | Expulsa (Semana 6)                                                                        | Expulsa (Semana 6)                                                                        | Expulsa (Semana 6)                                      | Expulsa (Semana 6)                    | Expulsa (Semana 6)                 | Expulsa (Semana 6)                  | Expulsa (Semana 6)                 |  |  |
| 3                             | Nathana                       | Salva | Salva | Salva | Salva | Salva | Zona de Risco | Expulsa (Semana 6)                                                                                         | Expulsa (Semana 6)                                                                                                  | Expulsa (Semana 6) | Expulsa (Semana 6)                                                                        | Expulsa (Semana 6)                                                                        | Expulsa (Semana 6)                                      | Expulsa (Semana 6)                    | Expulsa (Semana 6)                 | Expulsa (Semana 6)                  | Expulsa (Semana 6)                 |  |  |
| 39                            | Marcelo                       | Salvo | Salvo | Salvo | Salvo | Salvo | Zona de Risco | Expulso (Semana 6)                                                                                         | Expulso (Semana 6)                                                                                                  | Expulso (Semana 6) | Expulso (Semana 6)                                                                        | Expulso (Semana 6)                                                                        | Expulso (Semana 6)                                      | Expulso (Semana 6)                    | Expulso (Semana 6)                 | Expulso (Semana 6)                  | Expulso (Semana 6)                 |  |  |
| 47                            | Rodrigo                       | Salvo | Salvo | Salvo | Salvo | Salvo | Zona de Risco | Expulso (Semana 6)                                                                                         | Expulso (Semana 6)                                                                                                  | Expulso (Semana 6) | Expulso (Semana 6)                                                                        | Expulso (Semana 6)                                                                        | Expulso (Semana 6)                                      | Expulso (Semana 6)                    | Expulso (Semana 6)                 | Expulso (Semana 6)                  | Expulso (Semana 6)                 |  |  |
| 97                            | Rômulo                        | Salvo | Zona de Risco | Salvo | Salvo | Zona de Risco                                                                                              | Zona de Risco | Desistente por Tentação (Semana 6)                                                                         | Desistente por Tentação (Semana 6)                                                                                  | Desistente por Tentação (Semana 6)                                                                                            | Desistente por Tentação (Semana 6)                                                        | Desistente por Tentação (Semana 6)                                                        | Desistente por Tentação (Semana 6)                      | Desistente por Tentação (Semana 6)    | Desistente por Tentação (Semana 6) | Desistente por Tentação (Semana 6)  | Desistente por Tentação (Semana 6) |  |  |
| 54                            | Beatriz                       | Salva | Salva | Zona de Risco | Zona de Risco | Zona de Risco                                                                                              | Zona de Risco | Desistente por Tentação (Semana 6)                                                                         | Desistente por Tentação (Semana 6)                                                                                  | Desistente por Tentação (Semana 6)                                                                                            | Desistente por Tentação (Semana 6)                                                        | Desistente por Tentação (Semana 6)                                                        | Desistente por Tentação (Semana 6)                      | Desistente por Tentação (Semana 6)    | Desistente por Tentação (Semana 6) | Desistente por Tentação (Semana 6)  | Desistente por Tentação (Semana 6) |  |  |
| 11                            | Kelly                         | Zona de Risco | Dona da Casa | Imune | Salva | Salva | Zona de Risco | Desistente por Tentação (Semana 6)                                                                         | Desistente por Tentação (Semana 6)                                                                                  | Desistente por Tentação (Semana 6)                                                                                            | Desistente por Tentação (Semana 6)                                                        | Desistente por Tentação (Semana 6)                                                        | Desistente por Tentação (Semana 6)                      | Desistente por Tentação (Semana 6)    | Desistente por Tentação (Semana 6) | Desistente por Tentação (Semana 6)  | Desistente por Tentação (Semana 6) |  |  |
| 2                             | Amaralina                     | Zona de Risco | Salva | Zona de Risco | Zona de Risco | Salva | Zona de Risco | Desistente por Tentação (Semana 6)                                                                         | Desistente por Tentação (Semana 6)                                                                                  | Desistente por Tentação (Semana 6)                                                                                            | Desistente por Tentação (Semana 6)                                                        | Desistente por Tentação (Semana 6)                                                        | Desistente por Tentação (Semana 6)                      | Desistente por Tentação (Semana 6)    | Desistente por Tentação (Semana 6) | Desistente por Tentação (Semana 6)  | Desistente por Tentação (Semana 6) |  |  |
| 41                            | Maurício B.                   | Salvo | Salvo | Salvo | Salvo | Salvo | Zona de Risco | Retirado (Semana 6)                                                                                        | Retirado (Semana 6)                                                                                                 | Retirado (Semana 6) | Retirado (Semana 6)                                                                       | Retirado (Semana 6)                                                                       | Retirado (Semana 6)                                     | Retirado (Semana 6)                   | Retirado (Semana 6)                | Retirado (Semana 6)                 | Retirado (Semana 6)                |  |  |
| 70                            | Tainara                       | Zona de Risco | Zona de Risco | Salva | Zona de Risco | Zona de Risco                                                                                              | Expulsa (Semana 5) | Expulsa (Semana 5)                                                                                         | Expulsa (Semana 5)                                                                                                  | Expulsa (Semana 5) | Expulsa (Semana 5)                                                                        | Expulsa (Semana 5)                                                                        | Expulsa (Semana 5)                                      | Expulsa (Semana 5)                    | Expulsa (Semana 5)                 | Expulsa (Semana 5)                  | Expulsa (Semana 5)                 |  |  |
| 20                            | Marcele                       | Salva | Zona de Risco | Salva | Salva | Zona de Risco                                                                                              | Expulsa (Semana 5) | Expulsa (Semana 5)                                                                                         | Expulsa (Semana 5)                                                                                                  | Expulsa (Semana 5) | Expulsa (Semana 5)                                                                        | Expulsa (Semana 5)                                                                        | Expulsa (Semana 5)                                      | Expulsa (Semana 5)                    | Expulsa (Semana 5)                 | Expulsa (Semana 5)                  | Expulsa (Semana 5)                 |  |  |
| 48                            | Sal                           | Salvo | Salvo | Zona de Risco | Zona de Risco | Zona de Risco                                                                                              | Expulso (Semana 5) | Expulso (Semana 5)                                                                                         | Expulso (Semana 5)                                                                                                  | Expulso (Semana 5) | Expulso (Semana 5)                                                                        | Expulso (Semana 5)                                                                        | Expulso (Semana 5)                                      | Expulso (Semana 5)                    | Expulso (Semana 5)                 | Expulso (Semana 5)                  | Expulso (Semana 5)                 |  |  |
| 67                            | Rafa                          | Salva | Salva | Salva | Salva | Zona de Risco                                                                                              | Expulsa (Semana 5) | Expulsa (Semana 5)                                                                                         | Expulsa (Semana 5)                                                                                                  | Expulsa (Semana 5) | Expulsa (Semana 5)                                                                        | Expulsa (Semana 5)                                                                        | Expulsa (Semana 5)                                      | Expulsa (Semana 5)                    | Expulsa (Semana 5)                 | Expulsa (Semana 5)                  | Expulsa (Semana 5)                 |  |  |
| 55                            | Bru                           | Salva | Salva | Salva | Salva | Zona de Risco                                                                                              | Expulsa (Semana 5) | Expulsa (Semana 5)                                                                                         | Expulsa (Semana 5)                                                                                                  | Expulsa (Semana 5) | Expulsa (Semana 5)                                                                        | Expulsa (Semana 5)                                                                        | Expulsa (Semana 5)                                      | Expulsa (Semana 5)                    | Expulsa (Semana 5)                 | Expulsa (Semana 5)                  | Expulsa (Semana 5)                 |  |  |
| 10                            | Dione                         | Zona de Risco | Salva | Salva | Salva | Zona de Risco                                                                                              | Expulsa (Semana 5) | Expulsa (Semana 5)                                                                                         | Expulsa (Semana 5)                                                                                                  | Expulsa (Semana 5) | Expulsa (Semana 5)                                                                        | Expulsa (Semana 5)                                                                        | Expulsa (Semana 5)                                      | Expulsa (Semana 5)                    | Expulsa (Semana 5)                 | Expulsa (Semana 5)                  | Expulsa (Semana 5)                 |  |  |
| 40                            | Marco                         | Zona de Risco | Salvo | Salvo | Zona de Risco | Expulso (Semana 4)                                                                                         | Expulso (Semana 4) | Expulso (Semana 4)                                                                                         | Expulso (Semana 4)                                                                                                  | Expulso (Semana 4) | Expulso (Semana 4)                                                                        | Expulso (Semana 4)                                                                        | Expulso (Semana 4)                                      | Expulso (Semana 4)                    | Expulso (Semana 4)                 | Expulso (Semana 4)                  | Expulso (Semana 4)                 |  |  |
| 92                            | Junior                        | Dono da Casa | Imune | Salvo | Zona de Risco | Expulso (Semana 4)                                                                                         | Expulso (Semana 4) | Expulso (Semana 4)                                                                                         | Expulso (Semana 4)                                                                                                  | Expulso (Semana 4) | Expulso (Semana 4)                                                                        | Expulso (Semana 4)                                                                        | Expulso (Semana 4)                                      | Expulso (Semana 4)                    | Expulso (Semana 4)                 | Expulso (Semana 4)                  | Expulso (Semana 4)                 |  |  |
| 8                             | Carol K.                      | Zona de Risco | Salva | Salva | Zona de Risco | Expulsa (Semana 4)                                                                                         | Expulsa (Semana 4) | Expulsa (Semana 4)                                                                                         | Expulsa (Semana 4)                                                                                                  | Expulsa (Semana 4) | Expulsa (Semana 4)                                                                        | Expulsa (Semana 4)                                                                        | Expulsa (Semana 4)                                      | Expulsa (Semana 4)                    | Expulsa (Semana 4)                 | Expulsa (Semana 4)                  | Expulsa (Semana 4)                 |  |  |
| 27                            | Arlindo                       | Salvo | Salvo | Salvo | Zona de Risco | Expulso (Semana 4)                                                                                         | Expulso (Semana 4) | Expulso (Semana 4)                                                                                         | Expulso (Semana 4)                                                                                                  | Expulso (Semana 4) | Expulso (Semana 4)                                                                        | Expulso (Semana 4)                                                                        | Expulso (Semana 4)                                      | Expulso (Semana 4)                    | Expulso (Semana 4)                 | Expulso (Semana 4)                  | Expulso (Semana 4)                 |  |  |
| 82                            | Du                            | Salvo | Salvo | Salvo | Zona de Risco | Expulso (Semana 4)                                                                                         | Expulso (Semana 4) | Expulso (Semana 4)                                                                                         | Expulso (Semana 4)                                                                                                  | Expulso (Semana 4) | Expulso (Semana 4)                                                                        | Expulso (Semana 4)                                                                        | Expulso (Semana 4)                                      | Expulso (Semana 4)                    | Expulso (Semana 4)                 | Expulso (Semana 4)                  | Expulso (Semana 4)                 |  |  |
| 50                            | Ti Borba                      | Salvo | Salvo | Salvo | Zona de Risco | Expulso (Semana 4)                                                                                         | Expulso (Semana 4) | Expulso (Semana 4)                                                                                         | Expulso (Semana 4)                                                                                                  | Expulso (Semana 4) | Expulso (Semana 4)                                                                        | Expulso (Semana 4)                                                                        | Expulso (Semana 4)                                      | Expulso (Semana 4)                    | Expulso (Semana 4)                 | Expulso (Semana 4)                  | Expulso (Semana 4)                 |  |  |
| 64                            | Monick                        | Salva | Salva | Salva | Zona de Risco | Expulsa (Semana 4)                                                                                         | Expulsa (Semana 4) | Expulsa (Semana 4)                                                                                         | Expulsa (Semana 4)                                                                                                  | Expulsa (Semana 4) | Expulsa (Semana 4)                                                                        | Expulsa (Semana 4)                                                                        | Expulsa (Semana 4)                                      | Expulsa (Semana 4)                    | Expulsa (Semana 4)                 | Expulsa (Semana 4)                  | Expulsa (Semana 4)                 |  |  |
| 86                            | Guto                          | Zona de Risco | Zona de Risco | Salvo | Zona de Risco | Expulso (Semana 4)                                                                                         | Expulso (Semana 4) | Expulso (Semana 4)                                                                                         | Expulso (Semana 4)                                                                                                  | Expulso (Semana 4) | Expulso (Semana 4)                                                                        | Expulso (Semana 4)                                                                        | Expulso (Semana 4)                                      | Expulso (Semana 4)                    | Expulso (Semana 4)                 | Expulso (Semana 4)                  | Expulso (Semana 4)                 |  |  |
| 93                            | Gustavo                       | Salvo | Salvo | Salvo | Zona de Risco | Expulso (Semana 4)                                                                                         | Expulso (Semana 4) | Expulso (Semana 4)                                                                                         | Expulso (Semana 4)                                                                                                  | Expulso (Semana 4) | Expulso (Semana 4)                                                                        | Expulso (Semana 4)                                                                        | Expulso (Semana 4)                                      | Expulso (Semana 4)                    | Expulso (Semana 4)                 | Expulso (Semana 4)                  | Expulso (Semana 4)                 |  |  |
| 90                            | Jean                          | Salvo | Zona de Risco | Salvo | Zona de Risco | Expulso (Semana 4)                                                                                         | Expulso (Semana 4) | Expulso (Semana 4)                                                                                         | Expulso (Semana 4)                                                                                                  | Expulso (Semana 4) | Expulso (Semana 4)                                                                        | Expulso (Semana 4)                                                                        | Expulso (Semana 4)                                      | Expulso (Semana 4)                    | Expulso (Semana 4)                 | Expulso (Semana 4)                  | Expulso (Semana 4)                 |  |  |
| 1                             | Ale                           | Zona de Risco | Zona de Risco | Zona de Risco | Zona de Risco | Expulsa (Semana 4)                                                                                         | Expulsa (Semana 4) | Expulsa (Semana 4)                                                                                         | Expulsa (Semana 4)                                                                                                  | Expulsa (Semana 4) | Expulsa (Semana 4)                                                                        | Expulsa (Semana 4)                                                                        | Expulsa (Semana 4)                                      | Expulsa (Semana 4)                    | Expulsa (Semana 4)                 | Expulsa (Semana 4)                  | Expulsa (Semana 4)                 |  |  |
| 31                            | Eduardo                       | Salvo | Salvo | Salvo | Salvo | Desistente (Semana 4)                                                                                      | Desistente (Semana 4) | Desistente (Semana 4)                                                                                      | Desistente (Semana 4)                                                                                               | Desistente (Semana 4) | Desistente (Semana 4)                                                                     | Desistente (Semana 4)                                                                     | Desistente (Semana 4)                                   | Desistente (Semana 4)                 | Desistente (Semana 4)              | Desistente (Semana 4)               | Desistente (Semana 4)              |  |  |
| 91                            | Joca                          | Zona de Risco | Zona de Risco | Salvo | Desistente (Semana 4) | Desistente (Semana 4)                                                                                      | Desistente (Semana 4) | Desistente (Semana 4)                                                                                      | Desistente (Semana 4)                                                                                               | Desistente (Semana 4) | Desistente (Semana 4)                                                                     | Desistente (Semana 4)                                                                     | Desistente (Semana 4)                                   | Desistente (Semana 4)                 | Desistente (Semana 4)              | Desistente (Semana 4)               | Desistente (Semana 4)              |  |  |
| 59                            | Flavia                        | Zona de Risco | Salva | Salva | Desistente (Semana 4) | Desistente (Semana 4)                                                                                      | Desistente (Semana 4) | Desistente (Semana 4)                                                                                      | Desistente (Semana 4)                                                                                               | Desistente (Semana 4) | Desistente (Semana 4)                                                                     | Desistente (Semana 4)                                                                     | Desistente (Semana 4)                                   | Desistente (Semana 4)                 | Desistente (Semana 4)              | Desistente (Semana 4)               | Desistente (Semana 4)              |  |  |
| 7                             | Carol                         | Salva | Salva | Zona de Risco | Expulsa (Semana 3) | Expulsa (Semana 3)                                                                                         | Expulsa (Semana 3) | Expulsa (Semana 3)                                                                                         | Expulsa (Semana 3)                                                                                                  | Expulsa (Semana 3) | Expulsa (Semana 3)                                                                        | Expulsa (Semana 3)                                                                        | Expulsa (Semana 3)                                      | Expulsa (Semana 3)                    | Expulsa (Semana 3)                 | Expulsa (Semana 3)                  | Expulsa (Semana 3)                 |  |  |
| 36                            | Julio                         | Zona de Risco | Salvo | Zona de Risco | Expulso (Semana 3) | Expulso (Semana 3)                                                                                         | Expulso (Semana 3) | Expulso (Semana 3)                                                                                         | Expulso (Semana 3)                                                                                                  | Expulso (Semana 3) | Expulso (Semana 3)                                                                        | Expulso (Semana 3)                                                                        | Expulso (Semana 3)                                      | Expulso (Semana 3)                    | Expulso (Semana 3)                 | Expulso (Semana 3)                  | Expulso (Semana 3)                 |  |  |
| 23                            | Tânia                         | Zona de Risco | Salva | Zona de Risco | Expulsa (Semana 3) | Expulsa (Semana 3)                                                                                         | Expulsa (Semana 3) | Expulsa (Semana 3)                                                                                         | Expulsa (Semana 3)                                                                                                  | Expulsa (Semana 3) | Expulsa (Semana 3)                                                                        | Expulsa (Semana 3)                                                                        | Expulsa (Semana 3)                                      | Expulsa (Semana 3)                    | Expulsa (Semana 3)                 | Expulsa (Semana 3)                  | Expulsa (Semana 3)                 |  |  |
| 83                            | Eliedson                      | Salvo | Zona de Risco | Zona de Risco | Expulso (Semana 3) | Expulso (Semana 3)                                                                                         | Expulso (Semana 3) | Expulso (Semana 3)                                                                                         | Expulso (Semana 3)                                                                                                  | Expulso (Semana 3) | Expulso (Semana 3)                                                                        | Expulso (Semana 3)                                                                        | Expulso (Semana 3)                                      | Expulso (Semana 3)                    | Expulso (Semana 3)                 | Expulso (Semana 3)                  | Expulso (Semana 3)                 |  |  |
| 37                            | Leonardo                      | Salvo | Zona de Risco | Zona de Risco | Expulso (Semana 3) | Expulso (Semana 3)                                                                                         | Expulso (Semana 3) | Expulso (Semana 3)                                                                                         | Expulso (Semana 3)                                                                                                  | Expulso (Semana 3) | Expulso (Semana 3)                                                                        | Expulso (Semana 3)                                                                        | Expulso (Semana 3)                                      | Expulso (Semana 3)                    | Expulso (Semana 3)                 | Expulso (Semana 3)                  | Expulso (Semana 3)                 |  |  |
| 87                            | Helder                        | Zona de Risco | Salvo | Zona de Risco | Expulso (Semana 3) | Expulso (Semana 3)                                                                                         | Expulso (Semana 3) | Expulso (Semana 3)                                                                                         | Expulso (Semana 3)                                                                                                  | Expulso (Semana 3) | Expulso (Semana 3)                                                                        | Expulso (Semana 3)                                                                        | Expulso (Semana 3)                                      | Expulso (Semana 3)                    | Expulso (Semana 3)                 | Expulso (Semana 3)                  | Expulso (Semana 3)                 |  |  |
| 29                            | Dan                           | Zona de Risco | Salvo | Salvo | Desistente (Semana 3) | Desistente (Semana 3)                                                                                      | Desistente (Semana 3) | Desistente (Semana 3)                                                                                      | Desistente (Semana 3)                                                                                               | Desistente (Semana 3) | Desistente (Semana 3)                                                                     | Desistente (Semana 3)                                                                     | Desistente (Semana 3)                                   | Desistente (Semana 3)                 | Desistente (Semana 3)              | Desistente (Semana 3)               | Desistente (Semana 3)              |  |  |
| 30                            | Diego                         | Zona de Risco | Salvo | Desistente (Semana 3) | Desistente (Semana 3) | Desistente (Semana 3)                                                                                      | Desistente (Semana 3) | Desistente (Semana 3)                                                                                      | Desistente (Semana 3)                                                                                               | Desistente (Semana 3) | Desistente (Semana 3)                                                                     | Desistente (Semana 3)                                                                     | Desistente (Semana 3)                                   | Desistente (Semana 3)                 | Desistente (Semana 3)              | Desistente (Semana 3)               | Desistente (Semana 3)              |  |  |
| 12                            | Dory                          | Salva | Zona de Risco | Desistente (Semana 3) | Desistente (Semana 3) | Desistente (Semana 3)                                                                                      | Desistente (Semana 3) | Desistente (Semana 3)                                                                                      | Desistente (Semana 3)                                                                                               | Desistente (Semana 3) | Desistente (Semana 3)                                                                     | Desistente (Semana 3)                                                                     | Desistente (Semana 3)                                   | Desistente (Semana 3)                 | Desistente (Semana 3)              | Desistente (Semana 3)               | Desistente (Semana 3)              |  |  |
| 78                            | Antonio                       | Zona de Risco | Zona de Risco | Expulso (Semana 2) | Expulso (Semana 2) | Expulso (Semana 2)                                                                                         | Expulso (Semana 2) | Expulso (Semana 2)                                                                                         | Expulso (Semana 2)                                                                                                  | Expulso (Semana 2) | Expulso (Semana 2)                                                                        | Expulso (Semana 2)                                                                        | Expulso (Semana 2)                                      | Expulso (Semana 2)                    | Expulso (Semana 2)                 | Expulso (Semana 2)                  | Expulso (Semana 2)                 |  |  |
| 26                            | Allex L.                      | Salvo | Zona de Risco | Expulso (Semana 2) | Expulso (Semana 2) | Expulso (Semana 2)                                                                                         | Expulso (Semana 2) | Expulso (Semana 2)                                                                                         | Expulso (Semana 2)                                                                                                  | Expulso (Semana 2) | Expulso (Semana 2)                                                                        | Expulso (Semana 2)                                                                        | Expulso (Semana 2)                                      | Expulso (Semana 2)                    | Expulso (Semana 2)                 | Expulso (Semana 2)                  | Expulso (Semana 2)                 |  |  |
| 25                            | Vanessa                       | Salva | Zona de Risco | Expulsa (Semana 2) | Expulsa (Semana 2) | Expulsa (Semana 2)                                                                                         | Expulsa (Semana 2) | Expulsa (Semana 2)                                                                                         | Expulsa (Semana 2)                                                                                                  | Expulsa (Semana 2) | Expulsa (Semana 2)                                                                        | Expulsa (Semana 2)                                                                        | Expulsa (Semana 2)                                      | Expulsa (Semana 2)                    | Expulsa (Semana 2)                 | Expulsa (Semana 2)                  | Expulsa (Semana 2)                 |  |  |
| 6                             | Bia                           | Salva | Zona de Risco | Expulsa (Semana 2) | Expulsa (Semana 2) | Expulsa (Semana 2)                                                                                         | Expulsa (Semana 2) | Expulsa (Semana 2)                                                                                         | Expulsa (Semana 2)                                                                                                  | Expulsa (Semana 2) | Expulsa (Semana 2)                                                                        | Expulsa (Semana 2)                                                                        | Expulsa (Semana 2)                                      | Expulsa (Semana 2)                    | Expulsa (Semana 2)                 | Expulsa (Semana 2)                  | Expulsa (Semana 2)                 |  |  |
| 96                            | Edilson                       | Salvo | Zona de Risco | Expulso (Semana 2) | Expulso (Semana 2) | Expulso (Semana 2)                                                                                         | Expulso (Semana 2) | Expulso (Semana 2)                                                                                         | Expulso (Semana 2)                                                                                                  | Expulso (Semana 2) | Expulso (Semana 2)                                                                        | Expulso (Semana 2)                                                                        | Expulso (Semana 2)                                      | Expulso (Semana 2)                    | Expulso (Semana 2)                 | Expulso (Semana 2)                  | Expulso (Semana 2)                 |  |  |
| 16                            | Gisele                        | Zona de Risco | Salva | Retirada (Semana 2) | Retirada (Semana 2) | Retirada (Semana 2)                                                                                        | Retirada (Semana 2) | Retirada (Semana 2)                                                                                        | Retirada (Semana 2)                                                                                                 | Retirada (Semana 2) | Retirada (Semana 2)                                                                       | Retirada (Semana 2)                                                                       | Retirada (Semana 2)                                     | Retirada (Semana 2)                   | Retirada (Semana 2)                | Retirada (Semana 2)                 | Retirada (Semana 2)                |  |  |
| 32                            | Mauricio S.                   | Salvo | Salvo | Retirado (Semana 2) | Retirado (Semana 2) | Retirado (Semana 2)                                                                                        | Retirado (Semana 2) | Retirado (Semana 2)                                                                                        | Retirado (Semana 2)                                                                                                 | Retirado (Semana 2) | Retirado (Semana 2)                                                                       | Retirado (Semana 2)                                                                       | Retirado (Semana 2)                                     | Retirado (Semana 2)                   | Retirado (Semana 2)                | Retirado (Semana 2)                 | Retirado (Semana 2)                |  |  |
| 52                            | Andreza                       | Salva | Zona de Risco | Desistente (Semana 2) | Desistente (Semana 2) | Desistente (Semana 2)                                                                                      | Desistente (Semana 2) | Desistente (Semana 2)                                                                                      | Desistente (Semana 2)                                                                                               | Desistente (Semana 2) | Desistente (Semana 2)                                                                     | Desistente (Semana 2)                                                                     | Desistente (Semana 2)                                   | Desistente (Semana 2)                 | Desistente (Semana 2)              | Desistente (Semana 2)               | Desistente (Semana 2)              |  |  |
| 51                            | Adeline                       | Salva | Salva | Desistente (Semana 2) | Desistente (Semana 2) | Desistente (Semana 2)                                                                                      | Desistente (Semana 2) | Desistente (Semana 2)                                                                                      | Desistente (Semana 2)                                                                                               | Desistente (Semana 2) | Desistente (Semana 2)                                                                     | Desistente (Semana 2)                                                                     | Desistente (Semana 2)                                   | Desistente (Semana 2)                 | Desistente (Semana 2)              | Desistente (Semana 2)               | Desistente (Semana 2)              |  |  |
| 98                            | Victor                        | Zona de Risco | Salvo | Desistente (Semana 2) | Desistente (Semana 2) | Desistente (Semana 2)                                                                                      | Desistente (Semana 2) | Desistente (Semana 2)                                                                                      | Desistente (Semana 2)                                                                                               | Desistente (Semana 2) | Desistente (Semana 2)                                                                     | Desistente (Semana 2)                                                                     | Desistente (Semana 2)                                   | Desistente (Semana 2)                 | Desistente (Semana 2)              | Desistente (Semana 2)               | Desistente (Semana 2)              |  |  |
| 52                            | Lauriane                      | Zona de Risco | Expulsa (Semana 1) | Expulsa (Semana 1) | Expulsa (Semana 1) | Expulsa (Semana 1)                                                                                         | Expulsa (Semana 1) | Expulsa (Semana 1)                                                                                         | Expulsa (Semana 1)                                                                                                  | Expulsa (Semana 1) | Expulsa (Semana 1)                                                                        | Expulsa (Semana 1)                                                                        | Expulsa (Semana 1)                                      | Expulsa (Semana 1)                    | Expulsa (Semana 1)                 | Expulsa (Semana 1)                  | Expulsa (Semana 1)                 |  |  |
| 58                            | Ellen                         | Salva | Desistente (Semana 1) | Desistente (Semana 1) | Desistente (Semana 1) | Desistente (Semana 1)                                                                                      | Desistente (Semana 1) | Desistente (Semana 1)                                                                                      | Desistente (Semana 1)                                                                                               | Desistente (Semana 1) | Desistente (Semana 1)                                                                     | Desistente (Semana 1)                                                                     | Desistente (Semana 1)                                   | Desistente (Semana 1)                 | Desistente (Semana 1)              | Desistente (Semana 1)               | Desistente (Semana 1)              |  |  |
| 99                            | Vini                          | Zona de Risco | Retirado (Semana 1) | Retirado (Semana 1) | Retirado (Semana 1) | Retirado (Semana 1)                                                                                        | Retirado (Semana 1) | Retirado (Semana 1)                                                                                        | Retirado (Semana 1)                                                                                                 | Retirado (Semana 1) | Retirado (Semana 1)                                                                       | Retirado (Semana 1)                                                                       | Retirado (Semana 1)                                     | Retirado (Semana 1)                   | Retirado (Semana 1)                | Retirado (Semana 1)                 | Retirado (Semana 1)                |  |  |
| 80                            | Danilo                        | Zona de Risco | Desistente (Semana 1) | Desistente (Semana 1) | Desistente (Semana 1) | Desistente (Semana 1)                                                                                      | Desistente (Semana 1) | Desistente (Semana 1)                                                                                      | Desistente (Semana 1)                                                                                               | Desistente (Semana 1) | Desistente (Semana 1)                                                                     | Desistente (Semana 1)                                                                     | Desistente (Semana 1)                                   | Desistente (Semana 1)                 | Desistente (Semana 1)              | Desistente (Semana 1)               | Desistente (Semana 1)              |  |  |
| 100                           | Will                          | Zona de Risco | Desistente (Semana 1) | Desistente (Semana 1) | Desistente (Semana 1) | Desistente (Semana 1)                                                                                      | Desistente (Semana 1) | Desistente (Semana 1)                                                                                      | Desistente (Semana 1)                                                                                               | Desistente (Semana 1) | Desistente (Semana 1)                                                                     | Desistente (Semana 1)                                                                     | Desistente (Semana 1)                                   | Desistente (Semana 1)                 | Desistente (Semana 1)              | Desistente (Semana 1)               | Desistente (Semana 1)              |  |  |
| 22                            | Samantha                      | Desistente (Semana 1) | Desistente (Semana 1) | Desistente (Semana 1) | Desistente (Semana 1) | Desistente (Semana 1)                                                                                      | Desistente (Semana 1) | Desistente (Semana 1)                                                                                      | Desistente (Semana 1)                                                                                               | Desistente (Semana 1) | Desistente (Semana 1)                                                                     | Desistente (Semana 1)                                                                     | Desistente (Semana 1)                                   | Desistente (Semana 1)                 | Desistente (Semana 1)              | Desistente (Semana 1)               | Desistente (Semana 1)              |  |  |
| 74                            | Sarah                         | Desistente (Semana 1) | Desistente (Semana 1) | Desistente (Semana 1) | Desistente (Semana 1) | Desistente (Semana 1)                                                                                      | Desistente (Semana 1) | Desistente (Semana 1)                                                                                      | Desistente (Semana 1)                                                                                               | Desistente (Semana 1) | Desistente (Semana 1)                                                                     | Desistente (Semana 1)                                                                     | Desistente (Semana 1)                                   | Desistente (Semana 1)                 | Desistente (Semana 1)              | Desistente (Semana 1)               | Desistente (Semana 1)              |  |  |
| 15                            | Gabriele                      | Desistente (Semana 1) | Desistente (Semana 1) | Desistente (Semana 1) | Desistente (Semana 1) | Desistente (Semana 1)                                                                                      | Desistente (Semana 1) | Desistente (Semana 1)                                                                                      | Desistente (Semana 1)                                                                                               | Desistente (Semana 1) | Desistente (Semana 1)                                                                     | Desistente (Semana 1)                                                                     | Desistente (Semana 1)                                   | Desistente (Semana 1)                 | Desistente (Semana 1)              | Desistente (Semana 1)               | Desistente (Semana 1)              |  |  |
|                               |                               | | | | | | | | | |                                                                                           |                                                                                           |                                                         |                                       |                                    |                                     |                                    |  |  |
| Notas                         | Notas                         | 1, 2, 3 | 4, 5, 6 | 7, 8 | 9 | 10 | 11, 12, 13 | 14, 15, 16, 17                                                                                             | 18, 19, 20 | (nenhuma) | 21                                                                                        | 22, 23, 24                                                                                | 25                                                      | 26                                    | 27                                 | 28                                  | 29                                 |  |  |
| Zona de Risco                 | Zona de Risco                 | Ale Amaralina Angela Antonio Carol K. Cezar Dan Danilo Diego Digu Dione Eliane Flavia Gisele Gui Guto Helder Joca Julio Kelly Lauriane Lolla Luiza Marco Magé Mattioli Nely Patrícia Sue Tainara Tânia Thais V. Thony Victor Vini Will | Ale Allex L. Andreza Angela Antonio Bia Cezar Claianne Digu Dory Edilson Eliedson Gui Guto Isa Ivan Jan Jean Joca Karina Leonardo Lolla Luana Luiza Magé Marcele Mau Nely Patrícia Reiko Rômulo Sue Tainara Vanessa | Ale Amaralina Angela Barbara Beatriz Carol Cezar Claianne Eliedson Guilherme C. Helder Ivan Julio Leonardo Mattioli Papi Noel Patrick Sal Tânia Thony | Ale Amaralina Arlindo Barbara Beatriz Bruna Carol K. Digu Du Guilherme F. Gustavo Guto Jean Junior Lolla Luana Lucas Marco Monick Papi Noel Sal Tainara Tati Thais G. Thiago Ti Borba | Barbara Beatriz Bru Dione Ivan Lolla Marcele Mau Patrícia Rafa Raphaella Rômulo Sal Sue Tainara Tati Thony | Adriano Alex G. Amaralina Anna Beatriz Bruna Cell Cezar Charles Claianne Digu Eliane Gabi Giovani Gui Isa Ivan Karina Kelly Lolla Luana Magé Marcelo Maurício B. Nathana Nely Papi Noel Patrícia Patrick Raphaella Reiko Richard Rodrigo Rômulo Sue Tati Thais G. Thais V. Thiago Thony Vivian | Adriano Anna Cezar Claianne Ivan Jan Luana Lucas Mattioli Patrícia Reiko Richard Sue Thony Thais V. Vivian | Barbara Bruna Cell Charles Claianne Digu Giovani Guilherme C. Isa Magé Mau Nely Raphaella Richard Thais G. Thais V. | Angela Anna Cell Cezar Claianne Digu Gabi Guilherme C. Guilherme F. Jan Karina Luana Papi Noel Patrick Thais V. Thiago Vivian | Alex G. Angela Bruna Charles Digu Gabi Guilherme C. Jan Karina Lolla Luana Richard Thiago | Adriano Anna Claianne Rayllan Thais V. Vivian                                             | Alex G. Bruna Claianne Charles Isa Magé Thais V. Vivian | Alex G. Bruna Charles Isa Magé        | Alex G. Bruna Thais G.             | Alex G. Isa Thais G.                | Isa Thais G.                       |  |  |
| Zona de Risco                 | Zona de Risco                 | Ale Amaralina Angela Antonio Carol K. Cezar Dan Danilo Diego Digu Dione Eliane Flavia Gisele Gui Guto Helder Joca Julio Kelly Lauriane Lolla Luiza Marco Magé Mattioli Nely Patrícia Sue Tainara Tânia Thais V. Thony Victor Vini Will | Ale Allex L. Andreza Angela Antonio Bia Cezar Claianne Digu Dory Edilson Eliedson Gui Guto Isa Ivan Jan Jean Joca Karina Leonardo Lolla Luana Luiza Magé Marcele Mau Nely Patrícia Reiko Rômulo Sue Tainara Vanessa | Ale Amaralina Angela Barbara Beatriz Carol Cezar Claianne Eliedson Guilherme C. Helder Ivan Julio Leonardo Mattioli Papi Noel Patrick Sal Tânia Thony | Ale Amaralina Arlindo Barbara Beatriz Bruna Carol K. Digu Du Guilherme F. Gustavo Guto Jean Junior Lolla Luana Lucas Marco Monick Papi Noel Sal Tainara Tati Thais G. Thiago Ti Borba | Barbara Beatriz Bru Dione Ivan Lolla Marcele Mau Patrícia Rafa Raphaella Rômulo Sal Sue Tainara Tati Thony | Adriano Alex G. Amaralina Anna Beatriz Bruna Cell Cezar Charles Claianne Digu Eliane Gabi Giovani Gui Isa Ivan Karina Kelly Lolla Luana Magé Marcelo Maurício B. Nathana Nely Papi Noel Patrícia Patrick Raphaella Reiko Richard Rodrigo Rômulo Sue Tati Thais G. Thais V. Thiago Thony Vivian | Adriano Anna Cezar Claianne Ivan Jan Luana Lucas Mattioli Patrícia Reiko Richard Sue Thony Thais V. Vivian | Barbara Bruna Cell Charles Claianne Digu Giovani Guilherme C. Isa Magé Mau Nely Raphaella Richard Thais G. Thais V. | Angela Anna Cell Cezar Claianne Digu Gabi Guilherme C. Guilherme F. Jan Karina Luana Papi Noel Patrick Thais V. Thiago Vivian | Alex G. Angela Bruna Charles Digu Gabi Guilherme C. Jan Karina Lolla Luana Richard Thiago | Alex G. Bruna Cezar Charles Isa Magé                                                      | Alex G. Bruna Claianne Charles Isa Magé Thais V. Vivian | Alex G. Bruna Charles Isa Magé        | Alex G. Bruna Thais G.             | Alex G. Isa Thais G.                | Isa Thais G.                       |  |  |
| Expulso                       | Expulso                       | Gabriele Desistente da Casa | Victor Desistente da Casa | Dory Desistente da Casa | Flavia Desistente da Casa | Dione Bru Rafa Sal Marcele Tainara Expulsos por Mattioli                                                   | Maurício B. Retirado da Casa | Luiza Desistente da Casa                                                                                   | Gui Desistente da Casa                                                                                              | Guilherme F. Papi Noel Cell Patrick Expulsos por Rayllan                                                                      | Angela Gabi Karina Luana Guilherme C. Richard Thiago Lolla Digu Jan Expulsos por Thais G. | Anna Adriano Expulsos pelo próprio Grupo (Grupo Perdedor)                                 | Claianne Vivian Thais V. Expulsas por Thais G.          | Magé Charles Expulsos por Thais G.    | Bruna Expulsa por Isa              | Alex G. Expulso pela Prova Final    | Isa 33,04% para vencer             |  |  |
| Expulso                       | Expulso                       | Sarah Desistente da Casa | Adeline Desistente da Casa | Diego Desistente da Casa | Joca Desistente da Casa | Dione Bru Rafa Sal Marcele Tainara Expulsos por Mattioli                                                   | Amaralina Desistente por Tentação | Miguel Desistente da Casa                                                                                  | Mau Desistente por Tentação                                                                                         | Guilherme F. Papi Noel Cell Patrick Expulsos por Rayllan                                                                      | Angela Gabi Karina Luana Guilherme C. Richard Thiago Lolla Digu Jan Expulsos por Thais G. | Anna Adriano Expulsos pelo próprio Grupo (Grupo Perdedor)                                 | Claianne Vivian Thais V. Expulsas por Thais G.          | Magé Charles Expulsos por Thais G.    | Bruna Expulsa por Isa              | Alex G. Expulso pela Prova Final    | Isa 33,04% para vencer             |  |  |
| Expulso                       | Expulso                       | Samantha Desistente da Casa | Andreza Desistente da Casa | Dan Desistente da Casa | Eduardo Desistente da Casa | Dione Bru Rafa Sal Marcele Tainara Expulsos por Mattioli                                                   | Kelly Desistente por Tentação | Mattioli Desistente da Casa                                                                                | Nely Giovani Raphaella Barbara Expulsos por Alex G.                                                                 | Guilherme F. Papi Noel Cell Patrick Expulsos por Rayllan                                                                      | Angela Gabi Karina Luana Guilherme C. Richard Thiago Lolla Digu Jan Expulsos por Thais G. | Anna Adriano Expulsos pelo próprio Grupo (Grupo Perdedor)                                 | Claianne Vivian Thais V. Expulsas por Thais G.          | Magé Charles Expulsos por Thais G.    | Bruna Expulsa por Isa              | Alex G. Expulso pela Prova Final    | Isa 33,04% para vencer             |  |  |
| Expulso                       | Expulso                       | Samantha Desistente da Casa | Andreza Desistente da Casa | Dan Desistente da Casa | Eduardo Desistente da Casa | Dione Bru Rafa Sal Marcele Tainara Expulsos por Mattioli                                                   | Kelly Desistente por Tentação | Mattioli Desistente da Casa                                                                                | Nely Giovani Raphaella Barbara Expulsos por Alex G.                                                                 | Guilherme F. Papi Noel Cell Patrick Expulsos por Rayllan                                                                      | Angela Gabi Karina Luana Guilherme C. Richard Thiago Lolla Digu Jan Expulsos por Thais G. | Cezar Expulso pelo próprio Grupo (Grupo Vencedor)                                         | Claianne Vivian Thais V. Expulsas por Thais G.          | Magé Charles Expulsos por Thais G.    | Bruna Expulsa por Isa              | Alex G. Expulso pela Prova Final    | Isa 33,04% para vencer             |  |  |
| Expulso                       | Expulso                       | Will Desistente da Casa | Mauricio S. Retirado da Casa | Helder Leonardo Eliedson Tânia Julio Carol Expulsos por Titi                                                                                          | Ale Jean Gustavo Guto Monick Ti Borba Du Arlindo Carol K. Junior Marco Expulsos por Adriano                                                                                           | Dione Bru Rafa Sal Marcele Tainara Expulsos por Mattioli                                                   | Beatriz Desistente por Tentação | Titi Retirada da Casa                                                                                      | Nely Giovani Raphaella Barbara Expulsos por Alex G.                                                                 | Guilherme F. Papi Noel Cell Patrick Expulsos por Rayllan                                                                      | Angela Gabi Karina Luana Guilherme C. Richard Thiago Lolla Digu Jan Expulsos por Thais G. |                                                                                           | Claianne Vivian Thais V. Expulsas por Thais G.          | Magé Charles Expulsos por Thais G.    | Bruna Expulsa por Isa              | Alex G. Expulso pela Prova Final    | Isa 33,04% para vencer             |  |  |
| Expulso                       | Expulso                       | Danilo Desistente da Casa | Gisele Retirada da Casa | Helder Leonardo Eliedson Tânia Julio Carol Expulsos por Titi                                                                                          | Ale Jean Gustavo Guto Monick Ti Borba Du Arlindo Carol K. Junior Marco Expulsos por Adriano                                                                                           | Dione Bru Rafa Sal Marcele Tainara Expulsos por Mattioli                                                   | Rômulo Desistente por Tentação | Ivan Reiko Patrícia Thony Lucas Sue Expulsos por Thiago                                                    | Nely Giovani Raphaella Barbara Expulsos por Alex G.                                                                 | Guilherme F. Papi Noel Cell Patrick Expulsos por Rayllan                                                                      | Angela Gabi Karina Luana Guilherme C. Richard Thiago Lolla Digu Jan Expulsos por Thais G. |                                                                                           | Claianne Vivian Thais V. Expulsas por Thais G.          | Magé Charles Expulsos por Thais G.    | Bruna Expulsa por Isa              | Alex G. Expulso pela Prova Final    | Isa 33,04% para vencer             |  |  |
| Expulso                       | Expulso                       | Vini Retirado da Casa | Edilson Bia Vanessa Allex L. Antonio Expulsos por Kelly | Helder Leonardo Eliedson Tânia Julio Carol Expulsos por Titi                                                                                          | Ale Jean Gustavo Guto Monick Ti Borba Du Arlindo Carol K. Junior Marco Expulsos por Adriano                                                                                           | Dione Bru Rafa Sal Marcele Tainara Expulsos por Mattioli                                                   | Rodrigo Marcelo Nathana Tati Eliane Expulsos por Guilherme F. | Ivan Reiko Patrícia Thony Lucas Sue Expulsos por Thiago                                                    | Nely Giovani Raphaella Barbara Expulsos por Alex G.                                                                 | Guilherme F. Papi Noel Cell Patrick Expulsos por Rayllan                                                                      | Angela Gabi Karina Luana Guilherme C. Richard Thiago Lolla Digu Jan Expulsos por Thais G. |                                                                                           | Claianne Vivian Thais V. Expulsas por Thais G.          | Magé Charles Expulsos por Thais G.    | Bruna Expulsa por Isa              | Alex G. Expulso pela Prova Final    | Isa 33,04% para vencer             |  |  |
| Expulso                       | Expulso                       | Vini Retirado da Casa | Edilson Bia Vanessa Allex L. Antonio Expulsos por Kelly | Helder Leonardo Eliedson Tânia Julio Carol Expulsos por Titi                                                                                          | Ale Jean Gustavo Guto Monick Ti Borba Du Arlindo Carol K. Junior Marco Expulsos por Adriano                                                                                           | Dione Bru Rafa Sal Marcele Tainara Expulsos por Mattioli                                                   | Rodrigo Marcelo Nathana Tati Eliane Expulsos por Guilherme F. | Ivan Reiko Patrícia Thony Lucas Sue Expulsos por Thiago                                                    | Nely Giovani Raphaella Barbara Expulsos por Alex G.                                                                 | Guilherme F. Papi Noel Cell Patrick Expulsos por Rayllan                                                                      | Angela Gabi Karina Luana Guilherme C. Richard Thiago Lolla Digu Jan Expulsos por Thais G. | Rayllan Expulso pelo Grupo Vencedor                                                       | Claianne Vivian Thais V. Expulsas por Thais G.          | Magé Charles Expulsos por Thais G.    | Bruna Expulsa por Isa              | Alex G. Expulso pela Prova Final    | Isa 33,04% para vencer             |  |  |
| Expulso                       | Expulso                       | Ellen Desistente da Casa | Edilson Bia Vanessa Allex L. Antonio Expulsos por Kelly | Helder Leonardo Eliedson Tânia Julio Carol Expulsos por Titi                                                                                          | Ale Jean Gustavo Guto Monick Ti Borba Du Arlindo Carol K. Junior Marco Expulsos por Adriano                                                                                           | Dione Bru Rafa Sal Marcele Tainara Expulsos por Mattioli                                                   | Rodrigo Marcelo Nathana Tati Eliane Expulsos por Guilherme F. | Ivan Reiko Patrícia Thony Lucas Sue Expulsos por Thiago                                                    | Nely Giovani Raphaella Barbara Expulsos por Alex G.                                                                 | Guilherme F. Papi Noel Cell Patrick Expulsos por Rayllan                                                                      | Angela Gabi Karina Luana Guilherme C. Richard Thiago Lolla Digu Jan Expulsos por Thais G. |                                                                                           | Claianne Vivian Thais V. Expulsas por Thais G.          | Magé Charles Expulsos por Thais G.    | Bruna Expulsa por Isa              | Alex G. Expulso pela Prova Final    | Isa 33,04% para vencer             |  |  |
| Expulso                       | Expulso                       | Lauriane Expulsa por Junior | Edilson Bia Vanessa Allex L. Antonio Expulsos por Kelly | Helder Leonardo Eliedson Tânia Julio Carol Expulsos por Titi                                                                                          | Ale Jean Gustavo Guto Monick Ti Borba Du Arlindo Carol K. Junior Marco Expulsos por Adriano                                                                                           | Dione Bru Rafa Sal Marcele Tainara Expulsos por Mattioli                                                   | Rodrigo Marcelo Nathana Tati Eliane Expulsos por Guilherme F. | Ivan Reiko Patrícia Thony Lucas Sue Expulsos por Thiago                                                    | Nely Giovani Raphaella Barbara Expulsos por Alex G.                                                                 | Guilherme F. Papi Noel Cell Patrick Expulsos por Rayllan                                                                      | Angela Gabi Karina Luana Guilherme C. Richard Thiago Lolla Digu Jan Expulsos por Thais G. |                                                                                           | Claianne Vivian Thais V. Expulsas por Thais G.          | Magé Charles Expulsos por Thais G.    | Bruna Expulsa por Isa              | Alex G. Expulso pela Prova Final    | Isa 33,04% para vencer             |  |  |
| Salvos                        | Salvos                        | Ale Amaralina Angela Antonio Carol K. Cezar Dan Diego Digu Dione Eliane Flavia Gisele Gui Guto Helder Joca Julio Kelly Lolla Luiza Marco Magé Mattioli Nely Patrícia Sue Tainara Tânia Thais V. Thony Victor Salvos por Junior         | Ale Angela Cezar Claianne Digu Dory Eliedson Gui Guto Isa Ivan Jan Jean Joca Karina Leonardo Lolla Luana Luiza Magé Marcele Mau Nely Patrícia Reiko Rômulo Sue Tainara Salvos por Kelly                             | Ale Amaralina Angela Barbara Beatriz Cezar Claianne Guilherme C. Ivan Mattioli Papi Noel Patrick Sal Thony Salvos por Titi                            | Amaralina Barbara Beatriz Bruna Digu Guilherme F. Lolla Luana Lucas Papi Noel Sal Tainara Tati Thais G. Thiago Salvos por Adriano                                                     | Barbara Beatriz Ivan Lolla Mau Patrícia Raphaela Rômulo Sue Tati Thony Salvos por Mattioli                 | Adriano Alex G. Anna Bruna Cell Cezar Charles Claianne Digu Gabi Giovani Gui Isa Ivan Karina Lolla Luana Magé Nely Papi Noel Patrícia Patrick Raphaela Reiko Richard Sue Thais G. Thais V. Thiago Thony Vivian Salvos por Guilherme F.                                                         | Adriano Anna Cezar Claianne Jan Luana Richard Thais V. Vivian Salvos por Thiago                            | Bruna Cell Charles Claianne Digu Giovani Guilherme C. Isa Magé Richard Thais G. Thais V. Salvos por Alex G.         | Angela Anna Cezar Claianne Digu Gabi Guilherme C. Jan Karina Luana Thais V. Thiago Vivian Salvos por Rayllan                  | Bruna Alex G. Charles Salvos por Thais G.                                                 | Claianne Thais V. Vivian Salvas pelo Grupo Vencedor e pelo próprio Grupo (Grupo Perdedor) | Alex G. Bruna Charles Isa Magé Salvos por Thais G.      | Alex G. Bruna Isa Salvos por Thais G. | Alex G. Thais G. Salvos por Isa    | Isa Finalista pela Prova Final      | Thais G. 66,96% para vencer        |  |  |
| Salvos                        | Salvos                        | Ale Amaralina Angela Antonio Carol K. Cezar Dan Diego Digu Dione Eliane Flavia Gisele Gui Guto Helder Joca Julio Kelly Lolla Luiza Marco Magé Mattioli Nely Patrícia Sue Tainara Tânia Thais V. Thony Victor Salvos por Junior         | Ale Angela Cezar Claianne Digu Dory Eliedson Gui Guto Isa Ivan Jan Jean Joca Karina Leonardo Lolla Luana Luiza Magé Marcele Mau Nely Patrícia Reiko Rômulo Sue Tainara Salvos por Kelly                             | Ale Amaralina Angela Barbara Beatriz Cezar Claianne Guilherme C. Ivan Mattioli Papi Noel Patrick Sal Thony Salvos por Titi                            | Amaralina Barbara Beatriz Bruna Digu Guilherme F. Lolla Luana Lucas Papi Noel Sal Tainara Tati Thais G. Thiago Salvos por Adriano                                                     | Barbara Beatriz Ivan Lolla Mau Patrícia Raphaela Rômulo Sue Tati Thony Salvos por Mattioli                 | Adriano Alex G. Anna Bruna Cell Cezar Charles Claianne Digu Gabi Giovani Gui Isa Ivan Karina Lolla Luana Magé Nely Papi Noel Patrícia Patrick Raphaela Reiko Richard Sue Thais G. Thais V. Thiago Thony Vivian Salvos por Guilherme F.                                                         | Adriano Anna Cezar Claianne Jan Luana Richard Thais V. Vivian Salvos por Thiago                            | Bruna Cell Charles Claianne Digu Giovani Guilherme C. Isa Magé Richard Thais G. Thais V. Salvos por Alex G.         | Angela Anna Cezar Claianne Digu Gabi Guilherme C. Jan Karina Luana Thais V. Thiago Vivian Salvos por Rayllan                  | Bruna Alex G. Charles Salvos por Thais G.                                                 | Alex G. Bruna Charles Isa Magé Salvos pelo próprio Grupo (Grupo Vencedor)                 | Alex G. Bruna Charles Isa Magé Salvos por Thais G.      | Alex G. Bruna Isa Salvos por Thais G. | Alex G. Thais G. Salvos por Isa    | Thais G. Finalista pela Prova Final | Thais G. 66,96% para vencer        |  |  |

## Classificação geral
| Pos. | Participante            | Meio de indicação                                     | Expulso por                                           | Expulso em |
| ---- | ----------------------- | ----------------------------------------------------- | ----------------------------------------------------- | ---------- |
| 1    | Thais Guerra            | Finalista                                             | 66,96%                                                | —          |
| 2    | Isa Elguesabal          | Finalista                                             | 33,04%                                                | Semana 11  |
| 3    | Alex Gallete            | Participante Restante                                 | Prova Final                                           | Semana 11  |
| 4    | Bruna Canto             | Prova de Salvação                                     | Isa                                                   | Semana 11  |
| 5    | Charles Douglas         | Prova de Salvação                                     | Thais G.                                              | Semana 10  |
| 6    | Magé Dionísio           | Prova de Salvação                                     | Thais G.                                              | Semana 10  |
| 7    | Thais Vidal             | Prova de Salvação                                     | Thais G.                                              | Semana 10  |
| 8    | Vivian Nagura           | Prova de Salvação                                     | Thais G.                                              | Semana 10  |
| 9    | Claianne Siqueira       | Prova de Salvação                                     | Thais G.                                              | Semana 10  |
| 10   | Rayllan Noronha         | Prova de Salvação (Grupo Perdedor)                    | Grupo Vencedor                                        | Semana 10  |
| 11   | Cezar Brollo            | Prova de Salvação (Grupo Vencedor)                    | Grupo Vencedor                                        | Semana 10  |
| 12   | Adriano Barsali         | Prova de Salvação (Grupo Perdedor)                    | Grupo Perdedor                                        | Semana 10  |
| 13   | Anna Hass               | Prova de Salvação (Grupo Perdedor)                    | Grupo Perdedor                                        | Semana 10  |
| 14   | Jan Praiero             | Painel Vermelho (12º lugar)                           | Thais G.                                              | Semana 10  |
| 15   | Digu Christianini       | Painel Vermelho (13º lugar)                           | Thais G.                                              | Semana 10  |
| 16   | Lolla Riollo            | Painel Vermelho (11º lugar)                           | Thais G.                                              | Semana 10  |
| 17   | Thiago Catarina         | Painel Vermelho (19º lugar)                           | Thais G.                                              | Semana 10  |
| 18   | Richard Coelho          | Painel Vermelho (20º lugar)                           | Thais G.                                              | Semana 10  |
| 19   | Guilherme Costa         | Painel Vermelho (16º lugar)                           | Thais G.                                              | Semana 10  |
| 20   | Luana Aguiar            | Painel Vermelho (17º lugar)                           | Thais G.                                              | Semana 10  |
| 21   | Karina Chung            | Painel Vermelho (18º lugar)                           | Thais G.                                              | Semana 10  |
| 22   | Gabi Galhardoni         | Painel Vermelho (14º lugar)                           | Thais G.                                              | Semana 10  |
| 23   | Angela Leite            | Painel Vermelho (10º lugar)                           | Thais G.                                              | Semana 10  |
| 24   | Patrick Schroder        | Painel Vermelho (14º lugar)                           | Rayllan                                               | Semana 9   |
| 25   | Cell Oliveira           | Painel Vermelho (16º lugar)                           | Rayllan                                               | Semana 9   |
| 26   | Papi Noel Martins       | Painel Vermelho (21º lugar)                           | Rayllan                                               | Semana 9   |
| 27   | Guilherme Fernandes     | Painel Vermelho (20º lugar)                           | Rayllan                                               | Semana 9   |
| 28   | Barbara Batista         | Painel Vermelho (16º lugar)                           | Alex G.                                               | Semana 8   |
| 29   | Raphaela Andrade        | Painel Vermelho (18º lugar)                           | Alex G.                                               | Semana 8   |
| 30   | Giovani Afornali        | Painel Vermelho (21º lugar)                           | Alex G.                                               | Semana 8   |
| 31   | Nely Garcia             | Painel Vermelho (17º lugar)                           | Alex G.                                               | Semana 8   |
| 32   | Mau Maverick            | Painel Vermelho (19º lugar) / Desistente por Tentação | Painel Vermelho (19º lugar) / Desistente por Tentação | Semana 8   |
| 33   | Gui Lorandi             | Desistente                                            | Desistente                                            | Semana 8   |
| 34   | Sue Manabe              | Painel Vermelho (26º lugar)                           | Thiago                                                | Semana 7   |
| 35   | Lucas Crepaldi          | Painel Vermelho (31º lugar)                           | Thiago                                                | Semana 7   |
| 36   | Thony Machado           | Painel Vermelho (28º lugar)                           | Thiago                                                | Semana 7   |
| 37   | Patrícia Rodrigues      | Painel Vermelho (25º lugar)                           | Thiago                                                | Semana 7   |
| 38   | Reiko Miyamoto          | Painel Vermelho (27º lugar)                           | Thiago                                                | Semana 7   |
| 39   | Ivan Costa              | Painel Vermelho (35º lugar)                           | Thiago                                                | Semana 7   |
| 40   | Titi Sacramento         | Retirada                                              | Retirada                                              | Semana 7   |
| 41   | Dyego Mattioli          | Painel Vermelho (36º lugar) / Desistente              | Painel Vermelho (36º lugar) / Desistente              | Semana 7   |
| 42   | Mauricio Miguel         | Desistente                                            | Desistente                                            | Semana 7   |
| 43   | Luiza Aragão            | Desistente                                            | Desistente                                            | Semana 7   |
| 44   | Eliane Gouveia          | Painel Vermelho (15º lugar)                           | Guilherme F.                                          | Semana 6   |
| 45   | Tati Romero             | Painel Vermelho (33º lugar)                           | Guilherme F.                                          | Semana 6   |
| 46   | Nathana Britto          | Painel Vermelho (49º lugar)                           | Guilherme F.                                          | Semana 6   |
| 47   | Marcelo Moraes          | Painel Vermelho (23º lugar)                           | Guilherme F.                                          | Semana 6   |
| 48   | Rodrigo Gonçalves       | Painel Vermelho (45º lugar)                           | Guilherme F.                                          | Semana 6   |
| 49   | Rômulo Tinetti          | Painel Vermelho (38º lugar) / Desistente por Tentação | Painel Vermelho (38º lugar) / Desistente por Tentação | Semana 6   |
| 50   | Beatriz Crug            | Painel Vermelho (25º lugar) / Desistente por Tentação | Painel Vermelho (25º lugar) / Desistente por Tentação | Semana 6   |
| 51   | Kelly Oliveira          | Painel Vermelho (12º lugar) / Desistente por Tentação | Painel Vermelho (12º lugar) / Desistente por Tentação | Semana 6   |
| 52   | Amaralina Machado       | Painel Vermelho (13º lugar) / Desistente por Tentação | Painel Vermelho (13º lugar) / Desistente por Tentação | Semana 6   |
| 53   | Maurício Bezerra        | Painel Vermelho (52º lugar) / Retirado                | Painel Vermelho (52º lugar) / Retirado                | Semana 6   |
| 54   | Tainara Vargas          | Painel Vermelho (55º lugar)                           | Mattioli                                              | Semana 5   |
| 55   | Marcele Oliver          | Painel Vermelho (53º lugar)                           | Mattioli                                              | Semana 5   |
| 56   | Sal Vitor Martins       | Painel Vermelho (43º lugar)                           | Mattioli                                              | Semana 5   |
| 57   | Rafa Xavier             | Painel Vermelho (48º lugar)                           | Mattioli                                              | Semana 5   |
| 58   | Bru Guimarães           | Painel Vermelho (54º lugar)                           | Mattioli                                              | Semana 5   |
| 59   | Dione Melo              | Painel Vermelho (52º lugar)                           | Mattioli                                              | Semana 5   |
| 60   | Marco Ungaro            | Painel Vermelho (70º lugar)                           | Adriano                                               | Semana 4   |
| 61   | Junior Rodrigues        | Painel Vermelho (60º lugar)                           | Adriano                                               | Semana 4   |
| 62   | Carol Kowacs            | Painel Vermelho (45º lugar)                           | Adriano                                               | Semana 4   |
| 63   | Arlindo da Cruz Filho   | Painel Vermelho (69º lugar)                           | Adriano                                               | Semana 4   |
| 64   | Du Kleindienst          | Painel Vermelho (56º lugar)                           | Adriano                                               | Semana 4   |
| 65   | Ti Borba                | Painel Vermelho (49º lugar)                           | Adriano                                               | Semana 4   |
| 66   | Monick Camargo          | Painel Vermelho (53º lugar)                           | Adriano                                               | Semana 4   |
| 67   | Guto Penteado           | Painel Vermelho (57º lugar)                           | Adriano                                               | Semana 4   |
| 68   | Gustavo Lira            | Painel Vermelho (55º lugar)                           | Adriano                                               | Semana 4   |
| 69   | Jean Francisco          | Painel Vermelho (58º lugar)                           | Adriano                                               | Semana 4   |
| 70   | Ale Meneghetti          | Painel Vermelho (67º lugar)                           | Adriano                                               | Semana 4   |
| 71   | Eduardo D'Amico         | Desistente                                            | Desistente                                            | Semana 4   |
| 72   | Joca Cardoso            | Desistente                                            | Desistente                                            | Semana 4   |
| 73   | Flavia Souza            | Desistente                                            | Desistente                                            | Semana 4   |
| 74   | Carol Neves             | Painel Vermelho (66º lugar)                           | Titi                                                  | Semana 3   |
| 75   | Julio Coelho            | Painel Vermelho (78º lugar)                           | Titi                                                  | Semana 3   |
| 76   | Tânia Leite             | Painel Vermelho (64º lugar)                           | Titi                                                  | Semana 3   |
| 77   | Eliedson Cruz           | Painel Vermelho (74º lugar)                           | Titi                                                  | Semana 3   |
| 78   | Leonardo Schafer        | Painel Vermelho (73º lugar)                           | Titi                                                  | Semana 3   |
| 79   | Helder dos Santos       | Painel Vermelho (61º lugar)                           | Titi                                                  | Semana 3   |
| 80   | Dan Santana             | Desistente                                            | Desistente                                            | Semana 3   |
| 81   | Diego Crisostomo        | Desistente                                            | Desistente                                            | Semana 3   |
| 82   | Dory de Oliveira        | Desistente                                            | Desistente                                            | Semana 3   |
| 83   | Antonio Barros          | Painel Vermelho (90º lugar)                           | Kelly                                                 | Semana 2   |
| 84   | Allex Lopes             | Painel Vermelho (62º lugar)                           | Kelly                                                 | Semana 2   |
| 85   | Vanessa Carvalho        | Painel Vermelho (75º lugar)                           | Kelly                                                 | Semana 2   |
| 86   | Bia da Costa            | Painel Vermelho (57º lugar)                           | Kelly                                                 | Semana 2   |
| 87   | Edilson Pollarah        | Painel Vermelho (63º lugar)                           | Kelly                                                 | Semana 2   |
| 88   | Gisele Mey              | Retirada                                              | Retirada                                              | Semana 2   |
| 89   | Mauricio Suetam         | Retirado                                              | Retirado                                              | Semana 2   |
| 90   | Andreza Domingues       | Painel Vermelho (64º lugar) / Desistente              | Painel Vermelho (64º lugar) / Desistente              | Semana 2   |
| 91   | Adeline De Vincezo      | Desistente                                            | Desistente                                            | Semana 2   |
| 92   | Victor Dias             | Desistente                                            | Desistente                                            | Semana 2   |
| 93   | Lauriane Kern           | Painel Vermelho (87º lugar)                           | Junior                                                | Semana 1   |
| 94   | Ellen Faria             | Desistente                                            | Desistente                                            | Semana 1   |
| 95   | Vini Büttel             | Painel Vermelho (67º lugar) / Retirado                | Painel Vermelho (67º lugar) / Retirado                | Semana 1   |
| 96   | Danilo Araujo           | Painel Vermelho (84º lugar) / Desistente              | Painel Vermelho (84º lugar) / Desistente              | Semana 1   |
| 97   | Will Arruda             | Painel Vermelho (66º lugar) / Desistente              | Painel Vermelho (66º lugar) / Desistente              | Semana 1   |
| 98   | Samantha Aweti Kalapalo | Desistente                                            | Desistente                                            | Semana 1   |
| 99   | Sarah Martins           | Desistente                                            | Desistente                                            | Semana 1   |
| 100  | Gabriele Zamarian       | Desistente                                            | Desistente                                            | Semana 1   |

## Audiência
Os pontos são divulgados pelo IBOPE.
| Episódio    | Data                  | Audiência (em pontos) | Ref.   |
| ----------- | --------------------- | --------------------- | ------ |
| 1           | 27 de junho de 2017   | 8,0                   | [ 47 ] |
| 2           | 29 de junho de 2017   | 7,9                   | [ 48 ] |
| 3           | 4 de julho de 2017    | 7,1                   | [ 49 ] |
| 4           | 6 de julho de 2017    | 7,0                   | [ 50 ] |
| 5           | 11 de julho de 2017   | 6,8                   |        |
| 6           | 13 de julho de 2017   | 7,8                   | [ 51 ] |
| 7           | 18 de julho de 2017   | 6,1                   | [ 52 ] |
| 8           | 20 de julho de 2017   | 6,4                   | [ 53 ] |
| 9           | 25 de julho de 2017   | 4,9                   | [ 54 ] |
| 10          | 27 de julho de 2017   | 6,0                   | [ 55 ] |
| 11          | 1 de agosto de 2017   | 5,0                   | [ 56 ] |
| 12          | 3 de agosto de 2017   | 5,2                   | [ 57 ] |
| 13          | 8 de agosto de 2017   | 5,2                   | [ 58 ] |
| 14          | 10 de agosto de 2017  | 5,2                   | [ 59 ] |
| 15          | 15 de agosto de 2017  | 5,1                   | [ 60 ] |
| 16          | 17 de agosto de 2017  | 5,5                   | [ 61 ] |
| 17          | 22 de agosto de 2017  | 4,2                   | [ 62 ] |
| 18          | 24 de agosto de 2017  | 5,4                   | [ 63 ] |
| 19          | 29 de agosto de 2017  | 4,9                   | [ 64 ] |
| 20          | 31 de agosto de 2017  | 5,7                   | [ 65 ] |
| 21          | 5 de setembro de 2017 | 4,4                   | [ 66 ] |
| Média geral | Média geral           | 5,8                   |        |

- Em 2017, cada ponto representa 70,5 mil domicílios ou 199,3 mil pessoas na Grande São Paulo.